# Liste des planètes mineures non numérotées découvertes en août 2015
Pour un article plus général, voir Liste des planètes mineures non numérotées découvertes en 2015.
Pour un article plus général, voir Liste des planètes mineures.
Cet article dresse la liste des planètes mineures (astéroïdes, centaures, objets transneptuniens et assimilés) non numérotées découvertes en août 2015 dans l'ordre de leur découverte.
Au 15 janvier 2025, 661 077 des 1 434 993 planètes mineures répertoriées par le Centre des planètes mineures ne sont pas encore numérotées, soit 46,07 %.

## Rappel concernant la désignation provisoire
La désignation provisoire indique l'ordre de découverte de ces objets. En effet, cette désignation est composée de l'année de découverte (par exemple 2015) suivie de la quinzaine (demi-mois) de découverte (p.e. A = 1-15 janvier) puis de l'ordre de découverte dans cette quinzaine. Cet ordre est indiqué par une lettre et éventuellement un chiffre comme suit : A pour la première découverte, B pour la deuxième, ..., Z pour la 25e (le I n'est pas utilisé pour éviter la confusion avec 1), A1 pour la 26e, B1 pour la 27e, etc. , Z1 pour la 50e, A2 pour la 51e, B2 pour la 52e, etc. L'ordre de la numérotation ne suit donc pas l'ordre alphanumérique. 2015 AA1 suit ainsi 2015 AZ et précède 2015 AB1.

## Liste

### Du1erau 15 août 2015
- 2015 PB
- 2015 PC
- 2015 PD
- 2015 PE
- 2015 PF
- 2015 PG
- 2015 PJ
- 2015 PK
- 2015 PL
- 2015 PM
- 2015 PN
- 2015 PP
- 2015 PQ
- 2015 PR
- 2015 PS
- 2015 PT
- 2015 PG1
- 2015 PL1
- 2015 PC2
- 2015 PE2
- 2015 PP2
- 2015 PR2
- 2015 PD3
- 2015 PW3
- 2015 PX3
- 2015 PH4
- 2015 PP4
- 2015 PQ4
- 2015 PD5
- 2015 PE5
- 2015 PG5
- 2015 PH5
- 2015 PS5
- 2015 PW5
- 2015 PX5
- 2015 PJ6
- 2015 PJ7
- 2015 PS7
- 2015 PC8
- 2015 PG8
- 2015 PQ8
- 2015 PR8
- 2015 PT8
- 2015 PA9
- 2015 PB9
- 2015 PC9
- 2015 PE9
- 2015 PF9
- 2015 PK9
- 2015 PL9
- 2015 PM9
- 2015 PN9
- 2015 PO9
- 2015 PP9
- 2015 PU9
- 2015 PW9
- 2015 PB10
- 2015 PC10
- 2015 PE10
- 2015 PH10
- 2015 PO10
- 2015 PQ10
- 2015 PV10
- 2015 PW10
- 2015 PC11
- 2015 PF11
- 2015 PM11
- 2015 PN11
- 2015 PQ11
- 2015 PU11
- 2015 PX11
- 2015 PB12
- 2015 PC12
- 2015 PF12
- 2015 PH12
- 2015 PJ12
- 2015 PK12
- 2015 PO12
- 2015 PR12
- 2015 PS12
- 2015 PA13
- 2015 PD13
- 2015 PF13
- 2015 PJ13
- 2015 PP13
- 2015 PR13
- 2015 PS13
- 2015 PT13
- 2015 PY13
- 2015 PB14
- 2015 PH14
- 2015 PO14
- 2015 PQ14
- 2015 PR14
- 2015 PS14
- 2015 PU14
- 2015 PV14
- 2015 PX14
- 2015 PY14
- 2015 PZ14
- 2015 PA15
- 2015 PB15
- 2015 PC15
- 2015 PJ15
- 2015 PM15
- 2015 PN15
- 2015 PP15
- 2015 PS15
- 2015 PT15
- 2015 PU15
- 2015 PV15
- 2015 PX15
- 2015 PY15
- 2015 PZ15
- 2015 PK16
- 2015 PO16
- 2015 PV16
- 2015 PW16
- 2015 PX16
- 2015 PA17
- 2015 PB17
- 2015 PM17
- 2015 PN17
- 2015 PO17
- 2015 PV17
- 2015 PW17
- 2015 PC18
- 2015 PD18
- 2015 PG18
- 2015 PJ18
- 2015 PK18
- 2015 PN18
- 2015 PO18
- 2015 PP18
- 2015 PU18
- 2015 PW18
- 2015 PX18
- 2015 PB19
- 2015 PE19
- 2015 PF19
- 2015 PG19
- 2015 PH19
- 2015 PM19
- 2015 PN19
- 2015 PO19
- 2015 PU19
- 2015 PV19
- 2015 PA20
- 2015 PC20
- 2015 PG20
- 2015 PJ20
- 2015 PL20
- 2015 PM20
- 2015 PO20
- 2015 PP20
- 2015 PV20
- 2015 PA21
- 2015 PB21
- 2015 PC21
- 2015 PD21
- 2015 PG21
- 2015 PJ21
- 2015 PO21
- 2015 PQ21
- 2015 PS21
- 2015 PY21
- 2015 PZ21
- 2015 PA22
- 2015 PB22
- 2015 PC22
- 2015 PF22
- 2015 PJ22
- 2015 PK22
- 2015 PO22
- 2015 PS22
- 2015 PW22
- 2015 PZ22
- 2015 PA23
- 2015 PN23
- 2015 PQ23
- 2015 PV23
- 2015 PW23
- 2015 PX23
- 2015 PC24
- 2015 PH24
- 2015 PJ24
- 2015 PP24
- 2015 PS24
- 2015 PU24
- 2015 PY24
- 2015 PA25
- 2015 PB25
- 2015 PE25
- 2015 PG25
- 2015 PH25
- 2015 PP25
- 2015 PR25
- 2015 PS25
- 2015 PU25
- 2015 PW25
- 2015 PY25
- 2015 PH26
- 2015 PJ26
- 2015 PM26
- 2015 PN26
- 2015 PS26
- 2015 PU26
- 2015 PX26
- 2015 PY26
- 2015 PA27
- 2015 PB27
- 2015 PD27
- 2015 PE27
- 2015 PF27
- 2015 PG27
- 2015 PM27
- 2015 PN27
- 2015 PQ27
- 2015 PW27
- 2015 PZ27
- 2015 PD28
- 2015 PF28
- 2015 PG28
- 2015 PS28
- 2015 PU28
- 2015 PD29
- 2015 PG29
- 2015 PR29
- 2015 PW29
- 2015 PY29
- 2015 PH30
- 2015 PO30
- 2015 PU30
- 2015 PC31
- 2015 PH31
- 2015 PK31
- 2015 PT31
- 2015 PU31
- 2015 PV31
- 2015 PA32
- 2015 PC32
- 2015 PF32
- 2015 PN32
- 2015 PP32
- 2015 PU32
- 2015 PZ32
- 2015 PA33
- 2015 PD33
- 2015 PE33
- 2015 PF33
- 2015 PM33
- 2015 PP33
- 2015 PU33
- 2015 PV33
- 2015 PA34
- 2015 PS34
- 2015 PX34
- 2015 PF35
- 2015 PG35
- 2015 PK35
- 2015 PN35
- 2015 PS35
- 2015 PU35
- 2015 PJ36
- 2015 PL36
- 2015 PN36
- 2015 PP36
- 2015 PT36
- 2015 PU36
- 2015 PX36
- 2015 PY36
- 2015 PG37
- 2015 PH37
- 2015 PL37
- 2015 PP37
- 2015 PX37
- 2015 PA38
- 2015 PF38
- 2015 PJ38
- 2015 PK38
- 2015 PO38
- 2015 PQ38
- 2015 PR38
- 2015 PT38
- 2015 PU38
- 2015 PZ38
- 2015 PA39
- 2015 PD39
- 2015 PO39
- 2015 PP39
- 2015 PQ39
- 2015 PU39
- 2015 PA40
- 2015 PF40
- 2015 PG40
- 2015 PJ40
- 2015 PN40
- 2015 PO40
- 2015 PP40
- 2015 PR40
- 2015 PS40
- 2015 PT40
- 2015 PW40
- 2015 PZ40
- 2015 PA41
- 2015 PC41
- 2015 PD41
- 2015 PH41
- 2015 PM41
- 2015 PP41
- 2015 PR41
- 2015 PW41
- 2015 PX41
- 2015 PB42
- 2015 PJ42
- 2015 PK42
- 2015 PO42
- 2015 PU42
- 2015 PV42
- 2015 PZ42
- 2015 PB43
- 2015 PL43
- 2015 PM43
- 2015 PP43
- 2015 PQ43
- 2015 PX43
- 2015 PZ43
- 2015 PD44
- 2015 PG44
- 2015 PL44
- 2015 PN44
- 2015 PO44
- 2015 PP44
- 2015 PR44
- 2015 PS44
- 2015 PT44
- 2015 PZ44
- 2015 PA45
- 2015 PG45
- 2015 PJ45
- 2015 PP45
- 2015 PQ45
- 2015 PU45
- 2015 PB46
- 2015 PE46
- 2015 PL46
- 2015 PM46
- 2015 PP46
- 2015 PR46
- 2015 PU46
- 2015 PX46
- 2015 PB47
- 2015 PE47
- 2015 PF47
- 2015 PG47
- 2015 PK47
- 2015 PP47
- 2015 PQ47
- 2015 PT47
- 2015 PW47
- 2015 PC48
- 2015 PE48
- 2015 PF48
- 2015 PH48
- 2015 PJ48
- 2015 PN48
- 2015 PQ48
- 2015 PT48
- 2015 PW48
- 2015 PX48
- 2015 PC49
- 2015 PF49
- 2015 PK49
- 2015 PL49
- 2015 PM49
- 2015 PN49
- 2015 PS49
- 2015 PT49
- 2015 PU49
- 2015 PB50
- 2015 PD50
- 2015 PF50
- 2015 PG50
- 2015 PH50
- 2015 PJ50
- 2015 PO50
- 2015 PQ50
- 2015 PR50
- 2015 PS50
- 2015 PT50
- 2015 PU50
- 2015 PZ50
- 2015 PF51
- 2015 PK51
- 2015 PL51
- 2015 PU51
- 2015 PX51
- 2015 PC52
- 2015 PF52
- 2015 PK52
- 2015 PT52
- 2015 PX52
- 2015 PZ52
- 2015 PC53
- 2015 PK53
- 2015 PM53
- 2015 PN53
- 2015 PT53
- 2015 PW53
- 2015 PZ53
- 2015 PA54
- 2015 PH54
- 2015 PL54
- 2015 PO54
- 2015 PU54
- 2015 PX54
- 2015 PB55
- 2015 PF55
- 2015 PH55
- 2015 PL55
- 2015 PM55
- 2015 PN55
- 2015 PQ55
- 2015 PT55
- 2015 PU55
- 2015 PX55
- 2015 PY55
- 2015 PE56
- 2015 PF56
- 2015 PL56
- 2015 PM56
- 2015 PN56
- 2015 PP56
- 2015 PQ56
- 2015 PR56
- 2015 PS56
- 2015 PU56
- 2015 PV56
- 2015 PW56
- 2015 PZ56
- 2015 PA57
- 2015 PB57
- 2015 PC57
- 2015 PD57
- 2015 PG57
- 2015 PJ57
- 2015 PK57
- 2015 PL57
- 2015 PM57
- 2015 PN57
- 2015 PO57
- 2015 PP57
- 2015 PS57
- 2015 PT57
- 2015 PW57
- 2015 PZ57
- 2015 PA58
- 2015 PE58
- 2015 PG58
- 2015 PH58
- 2015 PT58
- 2015 PZ58
- 2015 PK59
- 2015 PM59
- 2015 PO59
- 2015 PR59
- 2015 PU59
- 2015 PB60
- 2015 PD60
- 2015 PE60
- 2015 PK60
- 2015 PL60
- 2015 PN60
- 2015 PS60
- 2015 PV60
- 2015 PW60
- 2015 PY60
- 2015 PZ60
- 2015 PA61
- 2015 PC61
- 2015 PD61
- 2015 PE61
- 2015 PG61
- 2015 PH61
- 2015 PO61
- 2015 PQ61
- 2015 PU61
- 2015 PY61
- 2015 PZ61
- 2015 PA62
- 2015 PB62
- 2015 PL62
- 2015 PM62
- 2015 PO62
- 2015 PQ62
- 2015 PR62
- 2015 PU62
- 2015 PW62
- 2015 PY62
- 2015 PA63
- 2015 PB63
- 2015 PE63
- 2015 PH63
- 2015 PJ63
- 2015 PM63
- 2015 PO63
- 2015 PU63
- 2015 PW63
- 2015 PX63
- 2015 PE64
- 2015 PF64
- 2015 PH64
- 2015 PL64
- 2015 PS64
- 2015 PT64
- 2015 PV64
- 2015 PX64
- 2015 PZ64
- 2015 PC65
- 2015 PD65
- 2015 PJ65
- 2015 PK65
- 2015 PN65
- 2015 PP65
- 2015 PQ65
- 2015 PV65
- 2015 PZ65
- 2015 PA66
- 2015 PF66
- 2015 PK66
- 2015 PL66
- 2015 PO66
- 2015 PQ66
- 2015 PR66
- 2015 PS66
- 2015 PW66
- 2015 PX66
- 2015 PY66
- 2015 PZ66
- 2015 PG67
- 2015 PJ67
- 2015 PL67
- 2015 PM67
- 2015 PO67
- 2015 PX67
- 2015 PY67
- 2015 PB68
- 2015 PG68
- 2015 PL68
- 2015 PN68
- 2015 PQ68
- 2015 PR68
- 2015 PT68
- 2015 PU68
- 2015 PX68
- 2015 PB69
- 2015 PC69
- 2015 PD69
- 2015 PG69
- 2015 PK69
- 2015 PL69
- 2015 PN69
- 2015 PP69
- 2015 PQ69
- 2015 PS69
- 2015 PW69
- 2015 PZ69
- 2015 PD70
- 2015 PF70
- 2015 PJ70
- 2015 PK70
- 2015 PL70
- 2015 PM70
- 2015 PN70
- 2015 PQ70
- 2015 PR70
- 2015 PS70
- 2015 PU70
- 2015 PW70
- 2015 PB71
- 2015 PC71
- 2015 PG71
- 2015 PK71
- 2015 PL71
- 2015 PM71
- 2015 PN71
- 2015 PP71
- 2015 PU71
- 2015 PV71
- 2015 PX71
- 2015 PZ71
- 2015 PE72
- 2015 PH72
- 2015 PT72
- 2015 PU72
- 2015 PV72
- 2015 PW72
- 2015 PX72
- 2015 PY72
- 2015 PB73
- 2015 PC73
- 2015 PD73
- 2015 PE73
- 2015 PG73
- 2015 PL73
- 2015 PN73
- 2015 PO73
- 2015 PQ73
- 2015 PU73
- 2015 PV73
- 2015 PW73
- 2015 PZ73
- 2015 PB74
- 2015 PC74
- 2015 PD74
- 2015 PJ74
- 2015 PN74
- 2015 PO74
- 2015 PS74
- 2015 PU74
- 2015 PA75
- 2015 PC75
- 2015 PD75
- 2015 PE75
- 2015 PG75
- 2015 PJ75
- 2015 PL75
- 2015 PM75
- 2015 PN75
- 2015 PO75
- 2015 PP75
- 2015 PR75
- 2015 PU75
- 2015 PY75
- 2015 PC76
- 2015 PE76
- 2015 PG76
- 2015 PH76
- 2015 PJ76
- 2015 PL76
- 2015 PP76
- 2015 PT76
- 2015 PZ76
- 2015 PA77
- 2015 PB77
- 2015 PC77
- 2015 PG77
- 2015 PN77
- 2015 PS77
- 2015 PT77
- 2015 PW77
- 2015 PD78
- 2015 PE78
- 2015 PF78
- 2015 PH78
- 2015 PJ78
- 2015 PM78
- 2015 PN78
- 2015 PR78
- 2015 PW78
- 2015 PZ78
- 2015 PD79
- 2015 PG79
- 2015 PH79
- 2015 PJ79
- 2015 PK79
- 2015 PL79
- 2015 PN79
- 2015 PO79
- 2015 PS79
- 2015 PT79
- 2015 PW79
- 2015 PY79
- 2015 PZ79
- 2015 PA80
- 2015 PC80
- 2015 PF80
- 2015 PG80
- 2015 PJ80
- 2015 PM80
- 2015 PT80
- 2015 PW80
- 2015 PY80
- 2015 PZ80
- 2015 PC81
- 2015 PK81
- 2015 PL81
- 2015 PN81
- 2015 PP81
- 2015 PR81
- 2015 PT81
- 2015 PU81
- 2015 PW81
- 2015 PZ81
- 2015 PA82
- 2015 PB82
- 2015 PC82
- 2015 PD82
- 2015 PF82
- 2015 PK82
- 2015 PL82
- 2015 PP82
- 2015 PQ82
- 2015 PR82
- 2015 PW82
- 2015 PY82
- 2015 PD83
- 2015 PE83
- 2015 PF83
- 2015 PG83
- 2015 PN83
- 2015 PO83
- 2015 PQ83
- 2015 PR83
- 2015 PW83
- 2015 PB84
- 2015 PC84
- 2015 PD84
- 2015 PF84
- 2015 PG84
- 2015 PH84
- 2015 PJ84
- 2015 PM84
- 2015 PO84
- 2015 PP84
- 2015 PQ84
- 2015 PR84
- 2015 PT84
- 2015 PX84
- 2015 PA85
- 2015 PC85
- 2015 PD85
- 2015 PG85
- 2015 PH85
- 2015 PJ85
- 2015 PK85
- 2015 PL85
- 2015 PR85
- 2015 PS85
- 2015 PV85
- 2015 PA86
- 2015 PB86
- 2015 PJ86
- 2015 PP86
- 2015 PQ86
- 2015 PR86
- 2015 PS86
- 2015 PT86
- 2015 PU86
- 2015 PV86
- 2015 PB87
- 2015 PC87
- 2015 PE87
- 2015 PF87
- 2015 PM87
- 2015 PP87
- 2015 PV87
- 2015 PW87
- 2015 PY87
- 2015 PA88
- 2015 PB88
- 2015 PD88
- 2015 PE88
- 2015 PF88
- 2015 PG88
- 2015 PJ88
- 2015 PL88
- 2015 PN88
- 2015 PO88
- 2015 PP88
- 2015 PR88
- 2015 PS88
- 2015 PT88
- 2015 PW88
- 2015 PY88
- 2015 PB89
- 2015 PD89
- 2015 PF89
- 2015 PH89
- 2015 PJ89
- 2015 PL89
- 2015 PM89
- 2015 PO89
- 2015 PQ89
- 2015 PS89
- 2015 PT89
- 2015 PV89
- 2015 PW89
- 2015 PX89
- 2015 PD90
- 2015 PJ90
- 2015 PM90
- 2015 PN90
- 2015 PP90
- 2015 PR90
- 2015 PT90
- 2015 PU90
- 2015 PX90
- 2015 PY90
- 2015 PZ90
- 2015 PA91
- 2015 PC91
- 2015 PE91
- 2015 PJ91
- 2015 PL91
- 2015 PM91
- 2015 PN91
- 2015 PO91
- 2015 PR91
- 2015 PW91
- 2015 PB92
- 2015 PH92
- 2015 PL92
- 2015 PN92
- 2015 PP92
- 2015 PT92
- 2015 PV92
- 2015 PY92
- 2015 PZ92
- 2015 PB93
- 2015 PF93
- 2015 PM93
- 2015 PN93
- 2015 PO93
- 2015 PQ93
- 2015 PR93
- 2015 PZ93
- 2015 PB94
- 2015 PC94
- 2015 PE94
- 2015 PJ94
- 2015 PR94
- 2015 PU94
- 2015 PW94
- 2015 PZ94
- 2015 PJ95
- 2015 PL95
- 2015 PN95
- 2015 PP95
- 2015 PT95
- 2015 PV95
- 2015 PX95
- 2015 PY95
- 2015 PZ95
- 2015 PC96
- 2015 PD96
- 2015 PE96
- 2015 PG96
- 2015 PH96
- 2015 PJ96
- 2015 PK96
- 2015 PQ96
- 2015 PT96
- 2015 PW96
- 2015 PA97
- 2015 PB97
- 2015 PC97
- 2015 PD97
- 2015 PE97
- 2015 PF97
- 2015 PG97
- 2015 PH97
- 2015 PL97
- 2015 PO97
- 2015 PQ97
- 2015 PR97
- 2015 PT97
- 2015 PU97
- 2015 PV97
- 2015 PW97
- 2015 PZ97
- 2015 PA98
- 2015 PC98
- 2015 PJ98
- 2015 PM98
- 2015 PN98
- 2015 PP98
- 2015 PW98
- 2015 PY98
- 2015 PC99
- 2015 PD99
- 2015 PE99
- 2015 PF99
- 2015 PG99
- 2015 PH99
- 2015 PJ99
- 2015 PM99
- 2015 PN99
- 2015 PO99
- 2015 PP99
- 2015 PX99
- 2015 PY99
- 2015 PA100
- 2015 PB100
- 2015 PC100
- 2015 PE100
- 2015 PF100
- 2015 PG100
- 2015 PH100
- 2015 PJ100
- 2015 PK100
- 2015 PN100
- 2015 PO100
- 2015 PP100
- 2015 PR100
- 2015 PU100
- 2015 PV100
- 2015 PA101
- 2015 PB101
- 2015 PF101
- 2015 PM101
- 2015 PN101
- 2015 PP101
- 2015 PT101
- 2015 PV101
- 2015 PX101
- 2015 PY101
- 2015 PC102
- 2015 PF102
- 2015 PG102
- 2015 PH102
- 2015 PL102
- 2015 PM102
- 2015 PP102
- 2015 PQ102
- 2015 PR102
- 2015 PS102
- 2015 PT102
- 2015 PU102
- 2015 PV102
- 2015 PW102
- 2015 PA103
- 2015 PB103
- 2015 PD103
- 2015 PK103
- 2015 PQ103
- 2015 PS103
- 2015 PT103
- 2015 PU103
- 2015 PY103
- 2015 PA104
- 2015 PC104
- 2015 PF104
- 2015 PG104
- 2015 PH104
- 2015 PL104
- 2015 PM104
- 2015 PP104
- 2015 PQ104
- 2015 PS104
- 2015 PV104
- 2015 PC105
- 2015 PE105
- 2015 PG105
- 2015 PH105
- 2015 PN105
- 2015 PP105
- 2015 PQ105
- 2015 PR105
- 2015 PS105
- 2015 PU105
- 2015 PV105
- 2015 PX105
- 2015 PY105
- 2015 PC106
- 2015 PG106
- 2015 PH106
- 2015 PL106
- 2015 PM106
- 2015 PN106
- 2015 PQ106
- 2015 PR106
- 2015 PS106
- 2015 PU106
- 2015 PW106
- 2015 PX106
- 2015 PY106
- 2015 PA107
- 2015 PF107
- 2015 PJ107
- 2015 PM107
- 2015 PN107
- 2015 PQ107
- 2015 PU107
- 2015 PY107
- 2015 PZ107
- 2015 PA108
- 2015 PC108
- 2015 PF108
- 2015 PG108
- 2015 PL108
- 2015 PM108
- 2015 PN108
- 2015 PP108
- 2015 PQ108
- 2015 PS108
- 2015 PV108
- 2015 PY108
- 2015 PZ108
- 2015 PB109
- 2015 PD109
- 2015 PE109
- 2015 PF109
- 2015 PJ109
- 2015 PK109
- 2015 PL109
- 2015 PM109
- 2015 PN109
- 2015 PQ109
- 2015 PU109
- 2015 PW109
- 2015 PX109
- 2015 PZ109
- 2015 PA110
- 2015 PC110
- 2015 PH110
- 2015 PL110
- 2015 PM110
- 2015 PN110
- 2015 PO110
- 2015 PP110
- 2015 PQ110
- 2015 PR110
- 2015 PS110
- 2015 PV110
- 2015 PY110
- 2015 PA111
- 2015 PD111
- 2015 PH111
- 2015 PJ111
- 2015 PK111
- 2015 PM111
- 2015 PR111
- 2015 PS111
- 2015 PU111
- 2015 PV111
- 2015 PW111
- 2015 PX111
- 2015 PZ111
- 2015 PC112
- 2015 PE112
- 2015 PH112
- 2015 PJ112
- 2015 PK112
- 2015 PL112
- 2015 PM112
- 2015 PR112
- 2015 PS112
- 2015 PW112
- 2015 PY112
- 2015 PA113
- 2015 PD113
- 2015 PE113
- 2015 PG113
- 2015 PJ113
- 2015 PK113
- 2015 PM113
- 2015 PR113
- 2015 PT113
- 2015 PU113
- 2015 PV113
- 2015 PW113
- 2015 PZ113
- 2015 PA114
- 2015 PB114
- 2015 PC114
- 2015 PD114
- 2015 PL114
- 2015 PN114
- 2015 PP114
- 2015 PQ114
- 2015 PR114
- 2015 PU114
- 2015 PA115
- 2015 PB115
- 2015 PC115
- 2015 PF115
- 2015 PG115
- 2015 PN115
- 2015 PP115
- 2015 PQ115
- 2015 PR115
- 2015 PS115
- 2015 PV115
- 2015 PB116
- 2015 PD116
- 2015 PE116
- 2015 PH116
- 2015 PJ116
- 2015 PK116
- 2015 PM116
- 2015 PQ116
- 2015 PS116
- 2015 PT116
- 2015 PU116
- 2015 PW116
- 2015 PX116
- 2015 PA117
- 2015 PK117
- 2015 PL117
- 2015 PM117
- 2015 PP117
- 2015 PX117
- 2015 PY117
- 2015 PZ117
- 2015 PB118
- 2015 PD118
- 2015 PG118
- 2015 PH118
- 2015 PL118
- 2015 PM118
- 2015 PN118
- 2015 PR118
- 2015 PU118
- 2015 PB119
- 2015 PD119
- 2015 PG119
- 2015 PJ119
- 2015 PL119
- 2015 PN119
- 2015 PR119
- 2015 PT119
- 2015 PC120
- 2015 PF120
- 2015 PH120
- 2015 PK120
- 2015 PL120
- 2015 PN120
- 2015 PQ120
- 2015 PR120
- 2015 PW120
- 2015 PH121
- 2015 PL121
- 2015 PN121
- 2015 PP121
- 2015 PQ121
- 2015 PR121
- 2015 PS121
- 2015 PT121
- 2015 PV121
- 2015 PW121
- 2015 PX121
- 2015 PA122
- 2015 PC122
- 2015 PJ122
- 2015 PK122
- 2015 PN122
- 2015 PP122
- 2015 PQ122
- 2015 PR122
- 2015 PT122
- 2015 PX122
- 2015 PY122
- 2015 PZ122
- 2015 PF123
- 2015 PG123
- 2015 PJ123
- 2015 PL123
- 2015 PN123
- 2015 PO123
- 2015 PP123
- 2015 PR123
- 2015 PV123
- 2015 PY123
- 2015 PE124
- 2015 PL124
- 2015 PN124
- 2015 PQ124
- 2015 PR124
- 2015 PS124
- 2015 PT124
- 2015 PU124
- 2015 PV124
- 2015 PB125
- 2015 PE125
- 2015 PH125
- 2015 PJ125
- 2015 PM125
- 2015 PO125
- 2015 PQ125
- 2015 PR125
- 2015 PC126
- 2015 PD126
- 2015 PE126
- 2015 PG126
- 2015 PJ126
- 2015 PN126
- 2015 PU126
- 2015 PD127
- 2015 PJ127
- 2015 PL127
- 2015 PM127
- 2015 PT127
- 2015 PU127
- 2015 PW127
- 2015 PY127
- 2015 PZ127
- 2015 PF128
- 2015 PM128
- 2015 PO128
- 2015 PQ128
- 2015 PR128
- 2015 PT128
- 2015 PV128
- 2015 PD129
- 2015 PE129
- 2015 PF129
- 2015 PG129
- 2015 PH129
- 2015 PJ129
- 2015 PK129
- 2015 PQ129
- 2015 PU129
- 2015 PZ129
- 2015 PC130
- 2015 PF130
- 2015 PJ130
- 2015 PN130
- 2015 PO130
- 2015 PP130
- 2015 PR130
- 2015 PW130
- 2015 PX130
- 2015 PZ130
- 2015 PC131
- 2015 PE131
- 2015 PL131
- 2015 PO131
- 2015 PT131
- 2015 PU131
- 2015 PX131
- 2015 PA132
- 2015 PF132
- 2015 PH132
- 2015 PJ132
- 2015 PQ132
- 2015 PT132
- 2015 PU132
- 2015 PW132
- 2015 PC133
- 2015 PJ133
- 2015 PQ133
- 2015 PR133
- 2015 PS133
- 2015 PU133
- 2015 PY133
- 2015 PA134
- 2015 PC134
- 2015 PF134
- 2015 PG134
- 2015 PH134
- 2015 PO134
- 2015 PA135
- 2015 PH135
- 2015 PL135
- 2015 PO135
- 2015 PS135
- 2015 PW135
- 2015 PX135
- 2015 PB136
- 2015 PH136
- 2015 PL136
- 2015 PM136
- 2015 PY136
- 2015 PA137
- 2015 PB137
- 2015 PH137
- 2015 PJ137
- 2015 PK137
- 2015 PQ137
- 2015 PV137
- 2015 PW137
- 2015 PA138
- 2015 PF138
- 2015 PG138
- 2015 PK138
- 2015 PU138
- 2015 PX138
- 2015 PY138
- 2015 PC139
- 2015 PF139
- 2015 PN139
- 2015 PT139
- 2015 PU139
- 2015 PA140
- 2015 PB140
- 2015 PC140
- 2015 PG140
- 2015 PJ140
- 2015 PM140
- 2015 PP140
- 2015 PQ140
- 2015 PR140
- 2015 PT140
- 2015 PV140
- 2015 PW140
- 2015 PX140
- 2015 PA141
- 2015 PB141
- 2015 PC141
- 2015 PD141
- 2015 PE141
- 2015 PH141
- 2015 PK141
- 2015 PV141
- 2015 PX141
- 2015 PY141
- 2015 PE142
- 2015 PH142
- 2015 PJ142
- 2015 PK142
- 2015 PL142
- 2015 PO142
- 2015 PR142
- 2015 PT142
- 2015 PW142
- 2015 PA143
- 2015 PD143
- 2015 PK143
- 2015 PO143
- 2015 PP143
- 2015 PV143
- 2015 PW143
- 2015 PX143
- 2015 PY143
- 2015 PH144
- 2015 PR144
- 2015 PZ144
- 2015 PB145
- 2015 PD145
- 2015 PE145
- 2015 PF145
- 2015 PJ145
- 2015 PU145
- 2015 PX145
- 2015 PZ145
- 2015 PA146
- 2015 PC146
- 2015 PD146
- 2015 PK146
- 2015 PM146
- 2015 PN146
- 2015 PQ146
- 2015 PR146
- 2015 PV146
- 2015 PB147
- 2015 PC147
- 2015 PE147
- 2015 PF147
- 2015 PH147
- 2015 PM147
- 2015 PN147
- 2015 PT147
- 2015 PV147
- 2015 PX147
- 2015 PC148
- 2015 PH148
- 2015 PO148
- 2015 PP148
- 2015 PQ148
- 2015 PR148
- 2015 PT148
- 2015 PY148
- 2015 PH149
- 2015 PJ149
- 2015 PK149
- 2015 PL149
- 2015 PM149
- 2015 PN149
- 2015 PO149
- 2015 PR149
- 2015 PS149
- 2015 PV149
- 2015 PW149
- 2015 PY149
- 2015 PB150
- 2015 PC150
- 2015 PH150
- 2015 PK150
- 2015 PL150
- 2015 PS150
- 2015 PU150
- 2015 PV150
- 2015 PX150
- 2015 PZ150
- 2015 PA151
- 2015 PB151
- 2015 PG151
- 2015 PR151
- 2015 PU151
- 2015 PV151
- 2015 PY151
- 2015 PZ151
- 2015 PB152
- 2015 PF152
- 2015 PH152
- 2015 PJ152
- 2015 PO152
- 2015 PQ152
- 2015 PR152
- 2015 PB153
- 2015 PC153
- 2015 PD153
- 2015 PF153
- 2015 PH153
- 2015 PK153
- 2015 PM153
- 2015 PP153
- 2015 PV153
- 2015 PW153
- 2015 PZ153
- 2015 PA154
- 2015 PJ154
- 2015 PK154
- 2015 PZ154
- 2015 PA155
- 2015 PB155
- 2015 PF155
- 2015 PG155
- 2015 PK155
- 2015 PL155
- 2015 PR155
- 2015 PS155
- 2015 PU155
- 2015 PX155
- 2015 PB156
- 2015 PF156
- 2015 PG156
- 2015 PH156
- 2015 PM156
- 2015 PN156
- 2015 PT156
- 2015 PU156
- 2015 PY156
- 2015 PZ156
- 2015 PB157
- 2015 PD157
- 2015 PF157
- 2015 PJ157
- 2015 PL157
- 2015 PM157
- 2015 PN157
- 2015 PO157
- 2015 PQ157
- 2015 PT157
- 2015 PU157
- 2015 PX157
- 2015 PY157
- 2015 PZ157
- 2015 PB158
- 2015 PD158
- 2015 PF158
- 2015 PG158
- 2015 PH158
- 2015 PJ158
- 2015 PK158
- 2015 PR158
- 2015 PT158
- 2015 PU158
- 2015 PZ158
- 2015 PD159
- 2015 PF159
- 2015 PJ159
- 2015 PL159
- 2015 PO159
- 2015 PQ159
- 2015 PS159
- 2015 PU159
- 2015 PY159
- 2015 PA160
- 2015 PC160
- 2015 PF160
- 2015 PG160
- 2015 PH160
- 2015 PJ160
- 2015 PK160
- 2015 PM160
- 2015 PP160
- 2015 PS160
- 2015 PT160
- 2015 PV160
- 2015 PZ160
- 2015 PC161
- 2015 PF161
- 2015 PJ161
- 2015 PK161
- 2015 PM161
- 2015 PO161
- 2015 PP161
- 2015 PU161
- 2015 PW161
- 2015 PX161
- 2015 PY161
- 2015 PZ161
- 2015 PA162
- 2015 PB162
- 2015 PC162
- 2015 PD162
- 2015 PK162
- 2015 PQ162
- 2015 PR162
- 2015 PS162
- 2015 PU162
- 2015 PV162
- 2015 PW162
- 2015 PY162
- 2015 PF163
- 2015 PJ163
- 2015 PK163
- 2015 PP163
- 2015 PQ163
- 2015 PR163
- 2015 PV163
- 2015 PW163
- 2015 PZ163
- 2015 PA164
- 2015 PD164
- 2015 PE164
- 2015 PF164
- 2015 PG164
- 2015 PH164
- 2015 PK164
- 2015 PM164
- 2015 PO164
- 2015 PR164
- 2015 PV164
- 2015 PX164
- 2015 PA165
- 2015 PD165
- 2015 PF165
- 2015 PG165
- 2015 PH165
- 2015 PK165
- 2015 PL165
- 2015 PM165
- 2015 PP165
- 2015 PQ165
- 2015 PS165
- 2015 PU165
- 2015 PZ165
- 2015 PD166
- 2015 PE166
- 2015 PF166
- 2015 PG166
- 2015 PH166
- 2015 PJ166
- 2015 PM166
- 2015 PP166
- 2015 PR166
- 2015 PT166
- 2015 PU166
- 2015 PW166
- 2015 PF167
- 2015 PG167
- 2015 PJ167
- 2015 PK167
- 2015 PO167
- 2015 PU167
- 2015 PX167
- 2015 PY167
- 2015 PB168
- 2015 PF168
- 2015 PG168
- 2015 PO168
- 2015 PP168
- 2015 PQ168
- 2015 PR168
- 2015 PU168
- 2015 PV168
- 2015 PF169
- 2015 PJ169
- 2015 PK169
- 2015 PM169
- 2015 PO169
- 2015 PS169
- 2015 PT169
- 2015 PU169
- 2015 PX169
- 2015 PC170
- 2015 PF170
- 2015 PJ170
- 2015 PL170
- 2015 PM170
- 2015 PP170
- 2015 PR170
- 2015 PV170
- 2015 PW170
- 2015 PX170
- 2015 PB171
- 2015 PE171
- 2015 PK171
- 2015 PL171
- 2015 PM171
- 2015 PT171
- 2015 PW171
- 2015 PZ171
- 2015 PA172
- 2015 PB172
- 2015 PL172
- 2015 PO172
- 2015 PP172
- 2015 PQ172
- 2015 PR172
- 2015 PU172
- 2015 PW172
- 2015 PY172
- 2015 PA173
- 2015 PF173
- 2015 PG173
- 2015 PH173
- 2015 PJ173
- 2015 PL173
- 2015 PN173
- 2015 PP173
- 2015 PQ173
- 2015 PR173
- 2015 PV173
- 2015 PW173
- 2015 PZ173
- 2015 PA174
- 2015 PB174
- 2015 PE174
- 2015 PG174
- 2015 PL174
- 2015 PN174
- 2015 PQ174
- 2015 PS174
- 2015 PU174
- 2015 PV174
- 2015 PX174
- 2015 PZ174
- 2015 PC175
- 2015 PE175
- 2015 PG175
- 2015 PJ175
- 2015 PL175
- 2015 PN175
- 2015 PO175
- 2015 PS175
- 2015 PT175
- 2015 PW175
- 2015 PY175
- 2015 PA176
- 2015 PB176
- 2015 PD176
- 2015 PF176
- 2015 PG176
- 2015 PL176
- 2015 PM176
- 2015 PN176
- 2015 PO176
- 2015 PS176
- 2015 PU176
- 2015 PW176
- 2015 PY176
- 2015 PZ176
- 2015 PC177
- 2015 PD177
- 2015 PE177
- 2015 PF177
- 2015 PH177
- 2015 PK177
- 2015 PM177
- 2015 PQ177
- 2015 PS177
- 2015 PT177
- 2015 PU177
- 2015 PZ177
- 2015 PB178
- 2015 PC178
- 2015 PF178
- 2015 PG178
- 2015 PJ178
- 2015 PL178
- 2015 PM178
- 2015 PN178
- 2015 PP178
- 2015 PT178
- 2015 PV178
- 2015 PW178
- 2015 PX178
- 2015 PZ178
- 2015 PC179
- 2015 PD179
- 2015 PE179
- 2015 PH179
- 2015 PL179
- 2015 PM179
- 2015 PN179
- 2015 PO179
- 2015 PP179
- 2015 PQ179
- 2015 PR179
- 2015 PS179
- 2015 PU179
- 2015 PV179
- 2015 PW179
- 2015 PX179
- 2015 PZ179
- 2015 PC180
- 2015 PE180
- 2015 PJ180
- 2015 PN180
- 2015 PP180
- 2015 PT180
- 2015 PU180
- 2015 PX180
- 2015 PA181
- 2015 PB181
- 2015 PE181
- 2015 PF181
- 2015 PG181
- 2015 PL181
- 2015 PN181
- 2015 PO181
- 2015 PP181
- 2015 PQ181
- 2015 PR181
- 2015 PS181
- 2015 PT181
- 2015 PU181
- 2015 PV181
- 2015 PX181
- 2015 PY181
- 2015 PZ181
- 2015 PE182
- 2015 PF182
- 2015 PJ182
- 2015 PK182
- 2015 PL182
- 2015 PM182
- 2015 PQ182
- 2015 PT182
- 2015 PW182
- 2015 PX182
- 2015 PE183
- 2015 PG183
- 2015 PH183
- 2015 PL183
- 2015 PM183
- 2015 PQ183
- 2015 PV183
- 2015 PW183
- 2015 PX183
- 2015 PY183
- 2015 PZ183
- 2015 PA184
- 2015 PB184
- 2015 PC184
- 2015 PD184
- 2015 PG184
- 2015 PH184
- 2015 PJ184
- 2015 PK184
- 2015 PL184
- 2015 PN184
- 2015 PP184
- 2015 PQ184
- 2015 PU184
- 2015 PW184
- 2015 PA185
- 2015 PC185
- 2015 PE185
- 2015 PF185
- 2015 PG185
- 2015 PO185
- 2015 PS185
- 2015 PW185
- 2015 PX185
- 2015 PZ185
- 2015 PA186
- 2015 PE186
- 2015 PH186
- 2015 PL186
- 2015 PM186
- 2015 PO186
- 2015 PX186
- 2015 PZ186
- 2015 PA187
- 2015 PC187
- 2015 PD187
- 2015 PE187
- 2015 PG187
- 2015 PJ187
- 2015 PK187
- 2015 PM187
- 2015 PO187
- 2015 PP187
- 2015 PR187
- 2015 PT187
- 2015 PX187
- 2015 PY187
- 2015 PC188
- 2015 PD188
- 2015 PE188
- 2015 PF188
- 2015 PG188
- 2015 PH188
- 2015 PJ188
- 2015 PN188
- 2015 PQ188
- 2015 PT188
- 2015 PX188
- 2015 PY188
- 2015 PZ188
- 2015 PB189
- 2015 PE189
- 2015 PH189
- 2015 PJ189
- 2015 PL189
- 2015 PQ189
- 2015 PR189
- 2015 PT189
- 2015 PV189
- 2015 PZ189
- 2015 PC190
- 2015 PD190
- 2015 PE190
- 2015 PF190
- 2015 PH190
- 2015 PK190
- 2015 PP190
- 2015 PT190
- 2015 PV190
- 2015 PW190
- 2015 PX190
- 2015 PA191
- 2015 PC191
- 2015 PD191
- 2015 PK191
- 2015 PL191
- 2015 PN191
- 2015 PO191
- 2015 PR191
- 2015 PV191
- 2015 PC192
- 2015 PE192
- 2015 PG192
- 2015 PJ192
- 2015 PM192
- 2015 PN192
- 2015 PO192
- 2015 PR192
- 2015 PS192
- 2015 PT192
- 2015 PV192
- 2015 PW192
- 2015 PX192
- 2015 PY192
- 2015 PZ192
- 2015 PB193
- 2015 PC193
- 2015 PE193
- 2015 PG193
- 2015 PH193
- 2015 PK193
- 2015 PL193
- 2015 PN193
- 2015 PP193
- 2015 PS193
- 2015 PV193
- 2015 PB194
- 2015 PD194
- 2015 PE194
- 2015 PF194
- 2015 PL194
- 2015 PP194
- 2015 PR194
- 2015 PX194
- 2015 PY194
- 2015 PB195
- 2015 PC195
- 2015 PE195
- 2015 PF195
- 2015 PL195
- 2015 PM195
- 2015 PO195
- 2015 PP195
- 2015 PQ195
- 2015 PR195
- 2015 PS195
- 2015 PU195
- 2015 PY195
- 2015 PZ195
- 2015 PB196
- 2015 PD196
- 2015 PJ196
- 2015 PL196
- 2015 PN196
- 2015 PQ196
- 2015 PU196
- 2015 PV196
- 2015 PW196
- 2015 PZ196
- 2015 PA197
- 2015 PD197
- 2015 PE197
- 2015 PF197
- 2015 PG197
- 2015 PH197
- 2015 PJ197
- 2015 PN197
- 2015 PP197
- 2015 PQ197
- 2015 PR197
- 2015 PU197
- 2015 PY197
- 2015 PZ197
- 2015 PB198
- 2015 PC198
- 2015 PD198
- 2015 PE198
- 2015 PF198
- 2015 PJ198
- 2015 PM198
- 2015 PR198
- 2015 PS198
- 2015 PT198
- 2015 PC199
- 2015 PD199
- 2015 PE199
- 2015 PF199
- 2015 PG199
- 2015 PJ199
- 2015 PK199
- 2015 PM199
- 2015 PO199
- 2015 PP199
- 2015 PR199
- 2015 PS199
- 2015 PX199
- 2015 PY199
- 2015 PD200
- 2015 PF200
- 2015 PG200
- 2015 PJ200
- 2015 PL200
- 2015 PN200
- 2015 PP200
- 2015 PS200
- 2015 PV200
- 2015 PW200
- 2015 PA201
- 2015 PB201
- 2015 PC201
- 2015 PE201
- 2015 PL201
- 2015 PM201
- 2015 PP201
- 2015 PR201
- 2015 PS201
- 2015 PT201
- 2015 PV201
- 2015 PW201
- 2015 PX201
- 2015 PZ201
- 2015 PA202
- 2015 PC202
- 2015 PD202
- 2015 PF202
- 2015 PG202
- 2015 PJ202
- 2015 PK202
- 2015 PL202
- 2015 PN202
- 2015 PP202
- 2015 PQ202
- 2015 PS202
- 2015 PZ202
- 2015 PA203
- 2015 PB203
- 2015 PE203
- 2015 PF203
- 2015 PH203
- 2015 PJ203
- 2015 PM203
- 2015 PO203
- 2015 PS203
- 2015 PV203
- 2015 PX203
- 2015 PY203
- 2015 PA204
- 2015 PC204
- 2015 PD204
- 2015 PG204
- 2015 PK204
- 2015 PL204
- 2015 PM204
- 2015 PP204
- 2015 PQ204
- 2015 PS204
- 2015 PU204
- 2015 PY204
- 2015 PA205
- 2015 PB205
- 2015 PC205
- 2015 PD205
- 2015 PF205
- 2015 PG205
- 2015 PQ205
- 2015 PS205
- 2015 PW205
- 2015 PA206
- 2015 PC206
- 2015 PD206
- 2015 PG206
- 2015 PJ206
- 2015 PL206
- 2015 PM206
- 2015 PP206
- 2015 PQ206
- 2015 PR206
- 2015 PS206
- 2015 PY206
- 2015 PZ206
- 2015 PB207
- 2015 PL207
- 2015 PN207
- 2015 PQ207
- 2015 PT207
- 2015 PW207
- 2015 PY207
- 2015 PA208
- 2015 PB208
- 2015 PC208
- 2015 PH208
- 2015 PJ208
- 2015 PO208
- 2015 PR208
- 2015 PT208
- 2015 PX208
- 2015 PZ208
- 2015 PC209
- 2015 PD209
- 2015 PG209
- 2015 PP209
- 2015 PS209
- 2015 PC210
- 2015 PF210
- 2015 PG210
- 2015 PJ210
- 2015 PL210
- 2015 PP210
- 2015 PQ210
- 2015 PS210
- 2015 PT210
- 2015 PW210
- 2015 PX210
- 2015 PZ210
- 2015 PA211
- 2015 PB211
- 2015 PF211
- 2015 PL211
- 2015 PN211
- 2015 PS211
- 2015 PU211
- 2015 PV211
- 2015 PY211
- 2015 PZ211
- 2015 PC212
- 2015 PF212
- 2015 PH212
- 2015 PL212
- 2015 PP212
- 2015 PQ212
- 2015 PR212
- 2015 PS212
- 2015 PT212
- 2015 PB213
- 2015 PF213
- 2015 PG213
- 2015 PR213
- 2015 PS213
- 2015 PU213
- 2015 PX213
- 2015 PY213
- 2015 PZ213
- 2015 PB214
- 2015 PE214
- 2015 PG214
- 2015 PJ214
- 2015 PQ214
- 2015 PS214
- 2015 PT214
- 2015 PW214
- 2015 PY214
- 2015 PC215
- 2015 PG215
- 2015 PK215
- 2015 PL215
- 2015 PM215
- 2015 PN215
- 2015 PO215
- 2015 PP215
- 2015 PR215
- 2015 PS215
- 2015 PT215
- 2015 PV215
- 2015 PX215
- 2015 PY215
- 2015 PC216
- 2015 PD216
- 2015 PF216
- 2015 PG216
- 2015 PJ216
- 2015 PK216
- 2015 PN216
- 2015 PP216
- 2015 PS216
- 2015 PT216
- 2015 PU216
- 2015 PV216
- 2015 PX216
- 2015 PY216
- 2015 PZ216
- 2015 PA217
- 2015 PB217
- 2015 PG217
- 2015 PJ217
- 2015 PK217
- 2015 PL217
- 2015 PP217
- 2015 PQ217
- 2015 PR217
- 2015 PT217
- 2015 PU217
- 2015 PV217
- 2015 PG218
- 2015 PK218
- 2015 PM218
- 2015 PQ218
- 2015 PV218
- 2015 PB219
- 2015 PE219
- 2015 PN219
- 2015 PP219
- 2015 PV219
- 2015 PB220
- 2015 PD220
- 2015 PF220
- 2015 PG220
- 2015 PH220
- 2015 PL220
- 2015 PM220
- 2015 PO220
- 2015 PP220
- 2015 PS220
- 2015 PU220
- 2015 PY220
- 2015 PE221
- 2015 PN221
- 2015 PO221
- 2015 PQ221
- 2015 PR221
- 2015 PS221
- 2015 PT221
- 2015 PU221
- 2015 PV221
- 2015 PY221
- 2015 PZ221
- 2015 PD222
- 2015 PH222
- 2015 PN222
- 2015 PS222
- 2015 PT222
- 2015 PV222
- 2015 PY222
- 2015 PZ222
- 2015 PA223
- 2015 PC223
- 2015 PD223
- 2015 PE223
- 2015 PF223
- 2015 PJ223
- 2015 PL223
- 2015 PM223
- 2015 PN223
- 2015 PP223
- 2015 PT223
- 2015 PU223
- 2015 PV223
- 2015 PW223
- 2015 PZ223
- 2015 PA224
- 2015 PB224
- 2015 PC224
- 2015 PE224
- 2015 PF224
- 2015 PP224
- 2015 PQ224
- 2015 PR224
- 2015 PT224
- 2015 PU224
- 2015 PA225
- 2015 PB225
- 2015 PC225
- 2015 PD225
- 2015 PF225
- 2015 PM225
- 2015 PN225
- 2015 PR225
- 2015 PV225
- 2015 PX225
- 2015 PB226
- 2015 PD226
- 2015 PE226
- 2015 PF226
- 2015 PG226
- 2015 PH226
- 2015 PJ226
- 2015 PL226
- 2015 PM226
- 2015 PP226
- 2015 PQ226
- 2015 PR226
- 2015 PU226
- 2015 PV226
- 2015 PW226
- 2015 PZ226
- 2015 PB227
- 2015 PC227
- 2015 PE227
- 2015 PF227
- 2015 PK227
- 2015 PL227
- 2015 PP227
- 2015 PQ227
- 2015 PR227
- 2015 PS227
- 2015 PT227
- 2015 PU227
- 2015 PV227
- 2015 PW227
- 2015 PX227
- 2015 PY227
- 2015 PZ227
- 2015 PA228
- 2015 PC228
- 2015 PD228
- 2015 PG228
- 2015 PJ228
- 2015 PL228
- 2015 PM228
- 2015 PN228
- 2015 PO228
- 2015 PP228
- 2015 PQ228
- 2015 PR228
- 2015 PS228
- 2015 PT228
- 2015 PU228
- 2015 PV228
- 2015 PW228
- 2015 PX228
- 2015 PZ228
- 2015 PA229
- 2015 PB229
- 2015 PC229
- 2015 PE229
- 2015 PF229
- 2015 PG229
- 2015 PH229
- 2015 PJ229
- 2015 PL229
- 2015 PT229
- 2015 PU229
- 2015 PY229
- 2015 PE230
- 2015 PH230
- 2015 PM230
- 2015 PP230
- 2015 PS230
- 2015 PT230
- 2015 PU230
- 2015 PW230
- 2015 PY230
- 2015 PZ230
- 2015 PD231
- 2015 PF231
- 2015 PG231
- 2015 PH231
- 2015 PK231
- 2015 PM231
- 2015 PX231
- 2015 PZ231
- 2015 PA232
- 2015 PE232
- 2015 PF232
- 2015 PG232
- 2015 PJ232
- 2015 PK232
- 2015 PL232
- 2015 PN232
- 2015 PR232
- 2015 PT232
- 2015 PV232
- 2015 PY232
- 2015 PA233
- 2015 PB233
- 2015 PC233
- 2015 PD233
- 2015 PF233
- 2015 PQ233
- 2015 PS233
- 2015 PW233
- 2015 PX233
- 2015 PZ233
- 2015 PB234
- 2015 PC234
- 2015 PD234
- 2015 PJ234
- 2015 PK234
- 2015 PL234
- 2015 PN234
- 2015 PO234
- 2015 PP234
- 2015 PT234
- 2015 PV234
- 2015 PX234
- 2015 PY234
- 2015 PD235
- 2015 PE235
- 2015 PG235
- 2015 PJ235
- 2015 PK235
- 2015 PM235
- 2015 PO235
- 2015 PR235
- 2015 PV235
- 2015 PW235
- 2015 PX235
- 2015 PA236
- 2015 PD236
- 2015 PE236
- 2015 PG236
- 2015 PK236
- 2015 PN236
- 2015 PR236
- 2015 PS236
- 2015 PU236
- 2015 PY236
- 2015 PA237
- 2015 PK237
- 2015 PL237
- 2015 PN237
- 2015 PQ237
- 2015 PR237
- 2015 PS237
- 2015 PX237
- 2015 PE238
- 2015 PH238
- 2015 PJ238
- 2015 PM238
- 2015 PO238
- 2015 PQ238
- 2015 PR238
- 2015 PV238
- 2015 PY238
- 2015 PA239
- 2015 PB239
- 2015 PC239
- 2015 PH239
- 2015 PJ239
- 2015 PK239
- 2015 PN239
- 2015 PO239
- 2015 PT239
- 2015 PU239
- 2015 PW239
- 2015 PY239
- 2015 PZ239
- 2015 PA240
- 2015 PB240
- 2015 PC240
- 2015 PH240
- 2015 PJ240
- 2015 PM240
- 2015 PN240
- 2015 PP240
- 2015 PQ240
- 2015 PR240
- 2015 PT240
- 2015 PV240
- 2015 PW240
- 2015 PX240
- 2015 PB241
- 2015 PC241
- 2015 PG241
- 2015 PH241
- 2015 PK241
- 2015 PN241
- 2015 PO241
- 2015 PR241
- 2015 PX241
- 2015 PA242
- 2015 PB242
- 2015 PD242
- 2015 PG242
- 2015 PJ242
- 2015 PK242
- 2015 PL242
- 2015 PQ242
- 2015 PT242
- 2015 PW242
- 2015 PX242
- 2015 PY242
- 2015 PZ242
- 2015 PA243
- 2015 PB243
- 2015 PF243
- 2015 PH243
- 2015 PL243
- 2015 PM243
- 2015 PN243
- 2015 PO243
- 2015 PQ243
- 2015 PR243
- 2015 PZ243
- 2015 PA244
- 2015 PC244
- 2015 PF244
- 2015 PG244
- 2015 PH244
- 2015 PJ244
- 2015 PM244
- 2015 PN244
- 2015 PQ244
- 2015 PS244
- 2015 PU244
- 2015 PW244
- 2015 PY244
- 2015 PA245
- 2015 PB245
- 2015 PG245
- 2015 PQ245
- 2015 PS245
- 2015 PT245
- 2015 PV245
- 2015 PX245
- 2015 PY245
- 2015 PZ245
- 2015 PB246
- 2015 PC246
- 2015 PD246
- 2015 PE246
- 2015 PF246
- 2015 PG246
- 2015 PJ246
- 2015 PK246
- 2015 PP246
- 2015 PR246
- 2015 PV246
- 2015 PW246
- 2015 PE247
- 2015 PJ247
- 2015 PK247
- 2015 PP247
- 2015 PQ247
- 2015 PS247
- 2015 PT247
- 2015 PU247
- 2015 PV247
- 2015 PX247
- 2015 PZ247
- 2015 PB248
- 2015 PE248
- 2015 PF248
- 2015 PG248
- 2015 PJ248
- 2015 PL248
- 2015 PN248
- 2015 PR248
- 2015 PT248
- 2015 PZ248
- 2015 PB249
- 2015 PC249
- 2015 PM249
- 2015 PN249
- 2015 PT249
- 2015 PW249
- 2015 PA250
- 2015 PJ250
- 2015 PP250
- 2015 PQ250
- 2015 PS250
- 2015 PV250
- 2015 PX250
- 2015 PZ250
- 2015 PB251
- 2015 PJ251
- 2015 PK251
- 2015 PN251
- 2015 PS251
- 2015 PU251
- 2015 PV251
- 2015 PW251
- 2015 PX251
- 2015 PB252
- 2015 PD252
- 2015 PE252
- 2015 PF252
- 2015 PH252
- 2015 PJ252
- 2015 PL252
- 2015 PN252
- 2015 PR252
- 2015 PS252
- 2015 PX252
- 2015 PZ252
- 2015 PD253
- 2015 PE253
- 2015 PF253
- 2015 PH253
- 2015 PL253
- 2015 PN253
- 2015 PO253
- 2015 PQ253
- 2015 PS253
- 2015 PT253
- 2015 PW253
- 2015 PZ253
- 2015 PA254
- 2015 PC254
- 2015 PD254
- 2015 PF254
- 2015 PL254
- 2015 PQ254
- 2015 PD255
- 2015 PE255
- 2015 PF255
- 2015 PG255
- 2015 PJ255
- 2015 PN255
- 2015 PP255
- 2015 PR255
- 2015 PS255
- 2015 PV255
- 2015 PW255
- 2015 PA256
- 2015 PB256
- 2015 PE256
- 2015 PN256
- 2015 PP256
- 2015 PV256
- 2015 PW256
- 2015 PB257
- 2015 PC257
- 2015 PF257
- 2015 PG257
- 2015 PH257
- 2015 PJ257
- 2015 PU257
- 2015 PX257
- 2015 PZ257
- 2015 PA258
- 2015 PC258
- 2015 PD258
- 2015 PE258
- 2015 PM258
- 2015 PN258
- 2015 PO258
- 2015 PT258
- 2015 PW258
- 2015 PX258
- 2015 PZ258
- 2015 PC259
- 2015 PG259
- 2015 PH259
- 2015 PJ259
- 2015 PK259
- 2015 PM259
- 2015 PN259
- 2015 PP259
- 2015 PS259
- 2015 PT259
- 2015 PW259
- 2015 PY259
- 2015 PZ259
- 2015 PA260
- 2015 PC260
- 2015 PF260
- 2015 PO260
- 2015 PR260
- 2015 PS260
- 2015 PU260
- 2015 PV260
- 2015 PA261
- 2015 PB261
- 2015 PE261
- 2015 PF261
- 2015 PJ261
- 2015 PM261
- 2015 PO261
- 2015 PP261
- 2015 PR261
- 2015 PS261
- 2015 PW261
- 2015 PX261
- 2015 PY261
- 2015 PZ261
- 2015 PD262
- 2015 PG262
- 2015 PH262
- 2015 PN262
- 2015 PP262
- 2015 PQ262
- 2015 PR262
- 2015 PV262
- 2015 PB263
- 2015 PC263
- 2015 PG263
- 2015 PL263
- 2015 PM263
- 2015 PN263
- 2015 PO263
- 2015 PQ263
- 2015 PT263
- 2015 PW263
- 2015 PX263
- 2015 PG264
- 2015 PH264
- 2015 PM264
- 2015 PP264
- 2015 PQ264
- 2015 PS264
- 2015 PU264
- 2015 PW264
- 2015 PX264
- 2015 PA265
- 2015 PB265
- 2015 PC265
- 2015 PJ265
- 2015 PK265
- 2015 PM265
- 2015 PN265
- 2015 PP265
- 2015 PR265
- 2015 PS265
- 2015 PV265
- 2015 PX265
- 2015 PY265
- 2015 PB266
- 2015 PD266
- 2015 PE266
- 2015 PF266
- 2015 PJ266
- 2015 PK266
- 2015 PN266
- 2015 PP266
- 2015 PQ266
- 2015 PU266
- 2015 PV266
- 2015 PW266
- 2015 PZ266
- 2015 PA267
- 2015 PC267
- 2015 PD267
- 2015 PF267
- 2015 PL267
- 2015 PN267
- 2015 PO267
- 2015 PP267
- 2015 PQ267
- 2015 PR267
- 2015 PS267
- 2015 PT267
- 2015 PV267
- 2015 PY267
- 2015 PZ267
- 2015 PC268
- 2015 PG268
- 2015 PH268
- 2015 PJ268
- 2015 PK268
- 2015 PL268
- 2015 PM268
- 2015 PO268
- 2015 PQ268
- 2015 PT268
- 2015 PV268
- 2015 PX268
- 2015 PB269
- 2015 PC269
- 2015 PH269
- 2015 PK269
- 2015 PM269
- 2015 PN269
- 2015 PP269
- 2015 PQ269
- 2015 PT269
- 2015 PU269
- 2015 PV269
- 2015 PX269
- 2015 PZ269
- 2015 PA270
- 2015 PD270
- 2015 PF270
- 2015 PH270
- 2015 PL270
- 2015 PO270
- 2015 PP270
- 2015 PU270
- 2015 PV270
- 2015 PC271
- 2015 PL271
- 2015 PM271
- 2015 PN271
- 2015 PO271
- 2015 PQ271
- 2015 PW271
- 2015 PD272
- 2015 PE272
- 2015 PJ272
- 2015 PK272
- 2015 PL272
- 2015 PO272
- 2015 PT272
- 2015 PV272
- 2015 PZ272
- 2015 PB273
- 2015 PC273
- 2015 PH273
- 2015 PJ273
- 2015 PL273
- 2015 PM273
- 2015 PO273
- 2015 PP273
- 2015 PQ273
- 2015 PS273
- 2015 PT273
- 2015 PW273
- 2015 PZ273
- 2015 PC274
- 2015 PF274
- 2015 PH274
- 2015 PJ274
- 2015 PK274
- 2015 PS274
- 2015 PT274
- 2015 PX274
- 2015 PZ274
- 2015 PD275
- 2015 PE275
- 2015 PN275
- 2015 PQ275
- 2015 PS275
- 2015 PT275
- 2015 PU275
- 2015 PY275
- 2015 PZ275
- 2015 PC276
- 2015 PG276
- 2015 PM276
- 2015 PR276
- 2015 PW276
- 2015 PC277
- 2015 PE277
- 2015 PF277
- 2015 PH277
- 2015 PL277
- 2015 PM277
- 2015 PN277
- 2015 PO277
- 2015 PT277
- 2015 PU277
- 2015 PV277
- 2015 PW277
- 2015 PY277
- 2015 PZ277
- 2015 PA278
- 2015 PC278
- 2015 PD278
- 2015 PE278
- 2015 PO278
- 2015 PP278
- 2015 PQ278
- 2015 PS278
- 2015 PV278
- 2015 PZ278
- 2015 PF279
- 2015 PJ279
- 2015 PM279
- 2015 PP279
- 2015 PR279
- 2015 PX279
- 2015 PZ279
- 2015 PB280
- 2015 PC280
- 2015 PD280
- 2015 PE280
- 2015 PL280
- 2015 PM280
- 2015 PP280
- 2015 PR280
- 2015 PC281
- 2015 PD281
- 2015 PG281
- 2015 PK281
- 2015 PL281
- 2015 PM281
- 2015 PN281
- 2015 PP281
- 2015 PV281
- 2015 PX281
- 2015 PY281
- 2015 PB282
- 2015 PE282
- 2015 PN282
- 2015 PR282
- 2015 PU282
- 2015 PV282
- 2015 PX282
- 2015 PZ282
- 2015 PA283
- 2015 PD283
- 2015 PK283
- 2015 PN283
- 2015 PP283
- 2015 PQ283
- 2015 PS283
- 2015 PT283
- 2015 PU283
- 2015 PD284
- 2015 PG284
- 2015 PL284
- 2015 PW284
- 2015 PD285
- 2015 PF285
- 2015 PG285
- 2015 PH285
- 2015 PK285
- 2015 PQ285
- 2015 PS285
- 2015 PU285
- 2015 PZ285
- 2015 PE286
- 2015 PG286
- 2015 PK286
- 2015 PL286
- 2015 PM286
- 2015 PP286
- 2015 PQ286
- 2015 PX286
- 2015 PA287
- 2015 PB287
- 2015 PG287
- 2015 PH287
- 2015 PN287
- 2015 PO287
- 2015 PT287
- 2015 PU287
- 2015 PV287
- 2015 PB288
- 2015 PH288
- 2015 PJ288
- 2015 PL288
- 2015 PM288
- 2015 PQ288
- 2015 PY288
- 2015 PZ288
- 2015 PB289
- 2015 PF289
- 2015 PH289
- 2015 PL289
- 2015 PQ289
- 2015 PE290
- 2015 PF290
- 2015 PG290
- 2015 PP290
- 2015 PU290
- 2015 PV290
- 2015 PW290
- 2015 PZ290
- 2015 PC291
- 2015 PH291
- 2015 PK291
- 2015 PL291
- 2015 PP291
- 2015 PS291
- 2015 PU291
- 2015 PZ291
- 2015 PE292
- 2015 PG292
- 2015 PL292
- 2015 PV292
- 2015 PX292
- 2015 PZ292
- 2015 PA293
- 2015 PB293
- 2015 PO293
- 2015 PP293
- 2015 PR293
- 2015 PS293
- 2015 PU293
- 2015 PV293
- 2015 PX293
- 2015 PK294
- 2015 PL294
- 2015 PT294
- 2015 PB295
- 2015 PG295
- 2015 PJ295
- 2015 PV295
- 2015 PY295
- 2015 PZ295
- 2015 PD296
- 2015 PM296
- 2015 PP296
- 2015 PQ296
- 2015 PR296
- 2015 PU296
- 2015 PW296
- 2015 PZ296
- 2015 PF297
- 2015 PG297
- 2015 PJ297
- 2015 PK297
- 2015 PN297
- 2015 PO297
- 2015 PP297
- 2015 PS297
- 2015 PT297
- 2015 PU297
- 2015 PW297
- 2015 PZ297
- 2015 PB298
- 2015 PD298
- 2015 PE298
- 2015 PG298
- 2015 PL298
- 2015 PQ298
- 2015 PS298
- 2015 PX298
- 2015 PZ298
- 2015 PA299
- 2015 PE299
- 2015 PF299
- 2015 PG299
- 2015 PJ299
- 2015 PK299
- 2015 PS299
- 2015 PA300
- 2015 PD300
- 2015 PG300
- 2015 PN300
- 2015 PP300
- 2015 PR300
- 2015 PS300
- 2015 PW300
- 2015 PY300
- 2015 PB301
- 2015 PG301
- 2015 PJ301
- 2015 PN301
- 2015 PR301
- 2015 PU301
- 2015 PW301
- 2015 PX301
- 2015 PA302
- 2015 PB302
- 2015 PC302
- 2015 PH302
- 2015 PJ302
- 2015 PL302
- 2015 PN302
- 2015 PO302
- 2015 PY302
- 2015 PB303
- 2015 PC303
- 2015 PD303
- 2015 PJ303
- 2015 PP303
- 2015 PU303
- 2015 PX303
- 2015 PY303
- 2015 PZ303
- 2015 PA304
- 2015 PC304
- 2015 PF304
- 2015 PH304
- 2015 PL304
- 2015 PQ304
- 2015 PZ304
- 2015 PC305
- 2015 PG305
- 2015 PM305
- 2015 PO305
- 2015 PS305
- 2015 PT305
- 2015 PA306
- 2015 PB306
- 2015 PE306
- 2015 PF306
- 2015 PJ306
- 2015 PX306
- 2015 PF307
- 2015 PK307
- 2015 PL307
- 2015 PM307
- 2015 PN307
- 2015 PP307
- 2015 PX307
- 2015 PY307
- 2015 PP308
- 2015 PV308
- 2015 PC309
- 2015 PE309
- 2015 PQ309
- 2015 PV309
- 2015 PT310
- 2015 PA311
- 2015 PJ311
- 2015 PK311
- 2015 PL311
- 2015 PM311
- 2015 PQ311
- 2015 PT311
- 2015 PA312
- 2015 PB312
- 2015 PD312
- 2015 PE312
- 2015 PJ312
- 2015 PK312
- 2015 PL312
- 2015 PN312
- 2015 PO312
- 2015 PP312
- 2015 PQ312
- 2015 PV312
- 2015 PW312
- 2015 PY312
- 2015 PZ312
- 2015 PA313
- 2015 PB313
- 2015 PC313
- 2015 PD313
- 2015 PE313
- 2015 PF313
- 2015 PG313
- 2015 PH313
- 2015 PJ313
- 2015 PK313
- 2015 PL313
- 2015 PM313
- 2015 PO313
- 2015 PP313
- 2015 PQ313
- 2015 PR313
- 2015 PU313
- 2015 PW313
- 2015 PZ313
- 2015 PA314
- 2015 PF314
- 2015 PL314
- 2015 PM314
- 2015 PO314
- 2015 PP314
- 2015 PW314
- 2015 PY314
- 2015 PZ314
- 2015 PD315
- 2015 PG315
- 2015 PH315
- 2015 PL315
- 2015 PW315
- 2015 PZ315
- 2015 PM316
- 2015 PP316
- 2015 PA317
- 2015 PH317
- 2015 PL317
- 2015 PM317
- 2015 PQ317
- 2015 PR317
- 2015 PU317
- 2015 PV317
- 2015 PZ317
- 2015 PC318
- 2015 PF318
- 2015 PH318
- 2015 PK318
- 2015 PL318
- 2015 PN318
- 2015 PR318
- 2015 PS318
- 2015 PT318
- 2015 PU318
- 2015 PV318
- 2015 PZ318
- 2015 PB319
- 2015 PK319
- 2015 PL319
- 2015 PM319
- 2015 PQ319
- 2015 PV319
- 2015 PW319
- 2015 PB320
- 2015 PD320
- 2015 PJ320
- 2015 PA321
- 2015 PH321
- 2015 PM321
- 2015 PP321
- 2015 PR321
- 2015 PX321
- 2015 PY321
- 2015 PZ321
- 2015 PE322
- 2015 PF322
- 2015 PG322
- 2015 PH322
- 2015 PJ322
- 2015 PK322
- 2015 PL322
- 2015 PM322
- 2015 PQ322
- 2015 PR322
- 2015 PS322
- 2015 PT322
- 2015 PU322
- 2015 PW322
- 2015 PX322
- 2015 PM323
- 2015 PN323
- 2015 PQ323
- 2015 PS323
- 2015 PU323
- 2015 PV323
- 2015 PX323
- 2015 PY323
- 2015 PA324
- 2015 PB324
- 2015 PC324
- 2015 PE324
- 2015 PF324
- 2015 PH324
- 2015 PJ324
- 2015 PK324
- 2015 PL324
- 2015 PM324
- 2015 PN324
- 2015 PO324
- 2015 PP324
- 2015 PR324
- 2015 PU324
- 2015 PV324
- 2015 PW324
- 2015 PY324
- 2015 PZ324
- 2015 PA325
- 2015 PB325
- 2015 PC325
- 2015 PE325
- 2015 PF325
- 2015 PG325
- 2015 PH325
- 2015 PJ325
- 2015 PK325
- 2015 PL325
- 2015 PM325
- 2015 PN325
- 2015 PO325
- 2015 PP325
- 2015 PQ325
- 2015 PR325
- 2015 PT325
- 2015 PU325
- 2015 PV325
- 2015 PW325
- 2015 PZ325
- 2015 PA326
- 2015 PB326
- 2015 PC326
- 2015 PE326
- 2015 PF326
- 2015 PH326
- 2015 PJ326
- 2015 PK326
- 2015 PL326
- 2015 PM326
- 2015 PN326
- 2015 PO326
- 2015 PP326
- 2015 PQ326
- 2015 PR326
- 2015 PS326
- 2015 PT326
- 2015 PU326
- 2015 PV326
- 2015 PW326
- 2015 PX326
- 2015 PZ326
- 2015 PA327
- 2015 PB327
- 2015 PD327
- 2015 PE327
- 2015 PF327
- 2015 PG327
- 2015 PH327
- 2015 PJ327
- 2015 PK327
- 2015 PL327
- 2015 PM327
- 2015 PN327
- 2015 PO327
- 2015 PP327
- 2015 PQ327
- 2015 PR327
- 2015 PS327
- 2015 PT327
- 2015 PU327
- 2015 PV327
- 2015 PX327
- 2015 PY327
- 2015 PZ327
- 2015 PA328
- 2015 PB328
- 2015 PC328
- 2015 PD328
- 2015 PE328
- 2015 PG328
- 2015 PH328
- 2015 PJ328
- 2015 PK328
- 2015 PL328
- 2015 PM328
- 2015 PN328
- 2015 PO328
- 2015 PP328
- 2015 PQ328
- 2015 PR328
- 2015 PS328
- 2015 PV328
- 2015 PW328
- 2015 PX328
- 2015 PY328
- 2015 PZ328
- 2015 PA329
- 2015 PB329
- 2015 PC329
- 2015 PD329
- 2015 PE329
- 2015 PF329
- 2015 PG329
- 2015 PH329
- 2015 PJ329
- 2015 PK329
- 2015 PL329
- 2015 PM329
- 2015 PN329
- 2015 PO329
- 2015 PP329
- 2015 PQ329
- 2015 PR329
- 2015 PS329
- 2015 PT329
- 2015 PU329
- 2015 PV329
- 2015 PW329
- 2015 PX329
- 2015 PY329
- 2015 PZ329
- 2015 PA330
- 2015 PB330
- 2015 PC330
- 2015 PD330
- 2015 PE330
- 2015 PG330
- 2015 PH330
- 2015 PJ330
- 2015 PK330
- 2015 PL330
- 2015 PM330
- 2015 PN330
- 2015 PO330
- 2015 PP330
- 2015 PQ330
- 2015 PR330
- 2015 PS330
- 2015 PT330
- 2015 PU330
- 2015 PV330
- 2015 PW330
- 2015 PX330
- 2015 PY330
- 2015 PZ330
- 2015 PA331
- 2015 PC331
- 2015 PF331
- 2015 PH331
- 2015 PJ331
- 2015 PK331
- 2015 PM331
- 2015 PP331
- 2015 PQ331
- 2015 PR331
- 2015 PS331
- 2015 PT331
- 2015 PV331
- 2015 PW331
- 2015 PX331
- 2015 PD332
- 2015 PF332
- 2015 PL332
- 2015 PM332
- 2015 PO332
- 2015 PP332
- 2015 PQ332
- 2015 PU332
- 2015 PW332
- 2015 PX332
- 2015 PA333
- 2015 PB333
- 2015 PD333
- 2015 PH333
- 2015 PJ333
- 2015 PK333
- 2015 PL333
- 2015 PM333
- 2015 PO333
- 2015 PP333
- 2015 PQ333
- 2015 PR333
- 2015 PS333
- 2015 PU333
- 2015 PV333
- 2015 PW333
- 2015 PX333
- 2015 PY333
- 2015 PB334
- 2015 PF334
- 2015 PH334
- 2015 PO334
- 2015 PS334
- 2015 PU334
- 2015 PW334
- 2015 PX334
- 2015 PZ334
- 2015 PB335
- 2015 PC335
- 2015 PD335
- 2015 PE335
- 2015 PF335
- 2015 PG335
- 2015 PH335
- 2015 PK335
- 2015 PL335
- 2015 PM335
- 2015 PN335
- 2015 PP335
- 2015 PQ335
- 2015 PR335
- 2015 PT335
- 2015 PV335
- 2015 PW335
- 2015 PX335
- 2015 PY335
- 2015 PZ335
- 2015 PA336
- 2015 PB336
- 2015 PC336
- 2015 PD336
- 2015 PE336
- 2015 PF336
- 2015 PG336
- 2015 PH336
- 2015 PJ336
- 2015 PK336
- 2015 PL336
- 2015 PM336
- 2015 PN336
- 2015 PO336
- 2015 PS336
- 2015 PT336
- 2015 PU336
- 2015 PV336
- 2015 PB337
- 2015 PC337
- 2015 PD337
- 2015 PE337
- 2015 PG337
- 2015 PH337
- 2015 PJ337
- 2015 PK337
- 2015 PL337
- 2015 PM337
- 2015 PN337
- 2015 PO337
- 2015 PP337
- 2015 PQ337
- 2015 PR337
- 2015 PT337
- 2015 PU337
- 2015 PV337
- 2015 PW337
- 2015 PX337
- 2015 PY337
- 2015 PZ337
- 2015 PB338
- 2015 PC338
- 2015 PD338
- 2015 PE338
- 2015 PF338
- 2015 PH338
- 2015 PJ338
- 2015 PK338
- 2015 PL338
- 2015 PN338
- 2015 PO338
- 2015 PP338
- 2015 PQ338
- 2015 PR338
- 2015 PT338
- 2015 PV338
- 2015 PW338
- 2015 PX338
- 2015 PY338
- 2015 PZ338
- 2015 PA339
- 2015 PB339
- 2015 PC339
- 2015 PD339
- 2015 PF339
- 2015 PG339
- 2015 PH339
- 2015 PJ339
- 2015 PK339
- 2015 PL339
- 2015 PN339
- 2015 PO339
- 2015 PQ339
- 2015 PR339
- 2015 PT339
- 2015 PU339
- 2015 PV339
- 2015 PW339
- 2015 PX339
- 2015 PZ339
- 2015 PB340
- 2015 PD340
- 2015 PF340
- 2015 PG340
- 2015 PH340
- 2015 PJ340
- 2015 PK340
- 2015 PL340
- 2015 PN340
- 2015 PP340
- 2015 PQ340
- 2015 PR340
- 2015 PS340
- 2015 PT340
- 2015 PU340
- 2015 PX340
- 2015 PY340
- 2015 PZ340
- 2015 PA341
- 2015 PB341
- 2015 PC341
- 2015 PJ341
- 2015 PK341
- 2015 PL341
- 2015 PM341
- 2015 PN341
- 2015 PO341
- 2015 PQ341
- 2015 PS341
- 2015 PT341
- 2015 PV341
- 2015 PW341
- 2015 PX341
- 2015 PY341
- 2015 PZ341
- 2015 PA342
- 2015 PB342
- 2015 PD342
- 2015 PE342
- 2015 PF342
- 2015 PH342
- 2015 PJ342
- 2015 PK342
- 2015 PL342
- 2015 PM342
- 2015 PO342
- 2015 PP342
- 2015 PR342
- 2015 PS342
- 2015 PT342
- 2015 PU342
- 2015 PV342
- 2015 PW342
- 2015 PX342
- 2015 PY342
- 2015 PZ342
- 2015 PB343
- 2015 PC343
- 2015 PD343
- 2015 PE343
- 2015 PF343
- 2015 PG343
- 2015 PH343
- 2015 PJ343
- 2015 PN343
- 2015 PO343
- 2015 PQ343
- 2015 PS343
- 2015 PU343
- 2015 PV343
- 2015 PW343
- 2015 PX343
- 2015 PY343
- 2015 PZ343
- 2015 PA344
- 2015 PB344
- 2015 PC344
- 2015 PD344
- 2015 PE344
- 2015 PF344
- 2015 PG344
- 2015 PJ344
- 2015 PK344
- 2015 PL344
- 2015 PM344
- 2015 PN344
- 2015 PO344
- 2015 PP344
- 2015 PQ344
- 2015 PR344
- 2015 PT344
- 2015 PU344
- 2015 PV344
- 2015 PW344
- 2015 PX344
- 2015 PZ344
- 2015 PB345
- 2015 PD345
- 2015 PF345
- 2015 PH345
- 2015 PJ345
- 2015 PK345
- 2015 PL345
- 2015 PN345
- 2015 PP345
- 2015 PQ345
- 2015 PT345
- 2015 PW345
- 2015 PX345
- 2015 PZ345
- 2015 PD346
- 2015 PH346
- 2015 PJ346
- 2015 PK346
- 2015 PL346
- 2015 PM346
- 2015 PO346
- 2015 PP346
- 2015 PQ346
- 2015 PR346
- 2015 PS346
- 2015 PT346
- 2015 PU346
- 2015 PX346
- 2015 PY346
- 2015 PZ346
- 2015 PA347
- 2015 PC347
- 2015 PD347
- 2015 PE347
- 2015 PF347
- 2015 PG347
- 2015 PH347
- 2015 PJ347
- 2015 PK347
- 2015 PM347
- 2015 PN347
- 2015 PO347
- 2015 PP347
- 2015 PQ347
- 2015 PR347
- 2015 PS347
- 2015 PT347
- 2015 PU347
- 2015 PD348
- 2015 PE348
- 2015 PF348
- 2015 PH348
- 2015 PJ348
- 2015 PK348
- 2015 PM348
- 2015 PO348
- 2015 PP348
- 2015 PQ348
- 2015 PT348
- 2015 PU348
- 2015 PV348
- 2015 PW348
- 2015 PZ348
- 2015 PA349
- 2015 PB349
- 2015 PD349
- 2015 PE349
- 2015 PF349
- 2015 PH349
- 2015 PJ349
- 2015 PK349
- 2015 PL349
- 2015 PN349
- 2015 PO349
- 2015 PP349
- 2015 PQ349
- 2015 PR349
- 2015 PS349
- 2015 PT349
- 2015 PU349
- 2015 PV349
- 2015 PX349
- 2015 PZ349
- 2015 PA350
- 2015 PC350
- 2015 PD350
- 2015 PE350
- 2015 PF350
- 2015 PH350
- 2015 PJ350
- 2015 PK350
- 2015 PL350
- 2015 PM350
- 2015 PN350
- 2015 PO350
- 2015 PP350
- 2015 PR350
- 2015 PS350
- 2015 PT350
- 2015 PU350
- 2015 PV350
- 2015 PW350
- 2015 PX350
- 2015 PY350
- 2015 PZ350
- 2015 PA351
- 2015 PB351
- 2015 PC351
- 2015 PD351
- 2015 PE351
- 2015 PJ351
- 2015 PK351
- 2015 PL351
- 2015 PM351
- 2015 PO351
- 2015 PP351
- 2015 PQ351
- 2015 PS351
- 2015 PT351
- 2015 PU351
- 2015 PV351
- 2015 PX351
- 2015 PY351
- 2015 PZ351
- 2015 PA352
- 2015 PB352
- 2015 PD352
- 2015 PE352
- 2015 PF352
- 2015 PG352
- 2015 PH352
- 2015 PJ352
- 2015 PK352
- 2015 PL352
- 2015 PM352
- 2015 PN352
- 2015 PO352
- 2015 PP352
- 2015 PQ352
- 2015 PR352
- 2015 PS352
- 2015 PT352
- 2015 PU352
- 2015 PV352
- 2015 PW352
- 2015 PY352
- 2015 PB353
- 2015 PC353
- 2015 PD353
- 2015 PF353
- 2015 PH353
- 2015 PJ353
- 2015 PK353
- 2015 PL353
- 2015 PN353
- 2015 PO353
- 2015 PP353
- 2015 PQ353
- 2015 PR353
- 2015 PS353
- 2015 PT353
- 2015 PU353
- 2015 PV353
- 2015 PW353
- 2015 PX353
- 2015 PY353
- 2015 PZ353
- 2015 PA354
- 2015 PB354
- 2015 PC354
- 2015 PD354
- 2015 PE354
- 2015 PF354
- 2015 PG354
- 2015 PH354
- 2015 PJ354
- 2015 PK354
- 2015 PL354
- 2015 PN354
- 2015 PO354
- 2015 PP354
- 2015 PQ354
- 2015 PR354
- 2015 PS354
- 2015 PT354
- 2015 PU354
- 2015 PV354
- 2015 PW354
- 2015 PX354
- 2015 PY354
- 2015 PZ354
- 2015 PA355
- 2015 PB355
- 2015 PC355
- 2015 PD355
- 2015 PE355
- 2015 PF355
- 2015 PG355
- 2015 PH355
- 2015 PJ355
- 2015 PK355
- 2015 PL355
- 2015 PM355
- 2015 PO355
- 2015 PP355
- 2015 PQ355
- 2015 PR355
- 2015 PS355
- 2015 PT355
- 2015 PU355
- 2015 PV355
- 2015 PW355
- 2015 PX355
- 2015 PY355
- 2015 PZ355
- 2015 PA356
- 2015 PB356
- 2015 PC356
- 2015 PD356
- 2015 PE356
- 2015 PF356
- 2015 PG356
- 2015 PH356
- 2015 PJ356
- 2015 PK356
- 2015 PM356
- 2015 PN356
- 2015 PO356
- 2015 PP356
- 2015 PQ356
- 2015 PR356
- 2015 PS356
- 2015 PT356
- 2015 PU356
- 2015 PV356
- 2015 PW356
- 2015 PX356
- 2015 PY356
- 2015 PZ356
- 2015 PA357
- 2015 PB357
- 2015 PC357
- 2015 PD357
- 2015 PE357
- 2015 PF357
- 2015 PG357
- 2015 PH357
- 2015 PJ357
- 2015 PK357
- 2015 PL357
- 2015 PM357
- 2015 PN357
- 2015 PO357
- 2015 PP357
- 2015 PQ357
- 2015 PR357
- 2015 PS357
- 2015 PT357
- 2015 PU357
- 2015 PV357
- 2015 PW357
- 2015 PX357
- 2015 PY357
- 2015 PZ357
- 2015 PA358
- 2015 PB358
- 2015 PC358
- 2015 PD358
- 2015 PE358
- 2015 PF358
- 2015 PG358
- 2015 PH358
- 2015 PJ358
- 2015 PK358
- 2015 PL358
- 2015 PM358
- 2015 PN358
- 2015 PO358
- 2015 PP358
- 2015 PQ358
- 2015 PR358
- 2015 PS358
- 2015 PT358
- 2015 PU358
- 2015 PV358
- 2015 PW358
- 2015 PX358
- 2015 PZ358
- 2015 PA359
- 2015 PB359
- 2015 PC359
- 2015 PD359
- 2015 PE359
- 2015 PF359
- 2015 PG359
- 2015 PH359
- 2015 PJ359
- 2015 PK359
- 2015 PL359
- 2015 PM359
- 2015 PN359
- 2015 PO359
- 2015 PP359
- 2015 PQ359
- 2015 PR359
- 2015 PS359
- 2015 PT359
- 2015 PU359
- 2015 PW359
- 2015 PY359
- 2015 PZ359
- 2015 PA360
- 2015 PB360
- 2015 PC360
- 2015 PD360
- 2015 PE360
- 2015 PG360
- 2015 PH360
- 2015 PJ360
- 2015 PK360
- 2015 PL360
- 2015 PM360
- 2015 PN360
- 2015 PO360
- 2015 PP360
- 2015 PQ360
- 2015 PR360
- 2015 PS360
- 2015 PT360
- 2015 PU360
- 2015 PV360
- 2015 PW360
- 2015 PX360
- 2015 PY360
- 2015 PZ360
- 2015 PA361
- 2015 PB361
- 2015 PC361
- 2015 PD361
- 2015 PE361
- 2015 PF361
- 2015 PG361
- 2015 PH361
- 2015 PJ361
- 2015 PK361
- 2015 PL361
- 2015 PM361
- 2015 PN361
- 2015 PO361
- 2015 PQ361
- 2015 PR361
- 2015 PS361
- 2015 PT361
- 2015 PU361
- 2015 PV361
- 2015 PW361
- 2015 PX361
- 2015 PY361
- 2015 PZ361
- 2015 PA362
- 2015 PB362
- 2015 PC362
- 2015 PD362
- 2015 PE362
- 2015 PG362
- 2015 PH362
- 2015 PJ362
- 2015 PK362
- 2015 PL362
- 2015 PM362
- 2015 PN362
- 2015 PO362
- 2015 PP362
- 2015 PQ362
- 2015 PR362
- 2015 PS362
- 2015 PT362
- 2015 PU362
- 2015 PV362
- 2015 PW362
- 2015 PX362
- 2015 PY362
- 2015 PZ362
- 2015 PA363
- 2015 PB363
- 2015 PC363
- 2015 PD363
- 2015 PE363
- 2015 PF363
- 2015 PG363
- 2015 PH363
- 2015 PJ363
- 2015 PK363
- 2015 PL363
- 2015 PM363
- 2015 PN363
- 2015 PO363
- 2015 PP363
- 2015 PQ363
- 2015 PS363
- 2015 PU363
- 2015 PV363
- 2015 PW363
- 2015 PX363
- 2015 PY363
- 2015 PZ363
- 2015 PA364
- 2015 PB364
- 2015 PC364
- 2015 PD364
- 2015 PE364
- 2015 PF364
- 2015 PG364
- 2015 PH364
- 2015 PJ364
- 2015 PK364
- 2015 PL364
- 2015 PM364
- 2015 PN364
- 2015 PO364
- 2015 PP364
- 2015 PQ364
- 2015 PR364
- 2015 PS364
- 2015 PT364
- 2015 PU364
- 2015 PV364
- 2015 PW364
- 2015 PX364
- 2015 PY364
- 2015 PZ364
- 2015 PA365
- 2015 PB365
- 2015 PC365
- 2015 PD365
- 2015 PE365
- 2015 PF365
- 2015 PG365
- 2015 PH365
- 2015 PJ365
- 2015 PK365
- 2015 PL365
- 2015 PM365
- 2015 PN365
- 2015 PO365
- 2015 PP365
- 2015 PQ365
- 2015 PR365
- 2015 PS365
- 2015 PT365
- 2015 PU365
- 2015 PV365
- 2015 PW365
- 2015 PX365
- 2015 PY365
- 2015 PZ365
- 2015 PA366
- 2015 PB366
- 2015 PC366
- 2015 PD366
- 2015 PE366
- 2015 PF366
- 2015 PG366
- 2015 PH366
- 2015 PJ366
- 2015 PK366
- 2015 PL366
- 2015 PM366
- 2015 PN366
- 2015 PO366
- 2015 PP366
- 2015 PQ366
- 2015 PR366
- 2015 PS366
- 2015 PT366
- 2015 PU366
- 2015 PV366
- 2015 PW366
- 2015 PX366
- 2015 PY366
- 2015 PZ366
- 2015 PA367
- 2015 PB367
- 2015 PC367
- 2015 PD367
- 2015 PE367
- 2015 PF367
- 2015 PG367
- 2015 PH367
- 2015 PJ367
- 2015 PK367
- 2015 PL367
- 2015 PM367
- 2015 PN367
- 2015 PO367
- 2015 PP367
- 2015 PQ367
- 2015 PR367
- 2015 PS367
- 2015 PT367
- 2015 PU367
- 2015 PV367
- 2015 PX367
- 2015 PY367
- 2015 PZ367
- 2015 PB368
- 2015 PC368
- 2015 PD368
- 2015 PF368
- 2015 PG368
- 2015 PH368
- 2015 PJ368
- 2015 PK368
- 2015 PL368
- 2015 PM368
- 2015 PN368
- 2015 PO368
- 2015 PP368
- 2015 PQ368
- 2015 PR368
- 2015 PS368
- 2015 PT368
- 2015 PU368
- 2015 PV368
- 2015 PW368
- 2015 PX368
- 2015 PY368
- 2015 PZ368
- 2015 PA369
- 2015 PB369
- 2015 PC369
- 2015 PD369
- 2015 PE369
- 2015 PF369
- 2015 PG369
- 2015 PH369
- 2015 PJ369
- 2015 PL369
- 2015 PM369
- 2015 PO369
- 2015 PP369
- 2015 PQ369
- 2015 PR369
- 2015 PS369
- 2015 PT369
- 2015 PU369
- 2015 PV369
- 2015 PW369
- 2015 PX369
- 2015 PY369
- 2015 PZ369
- 2015 PA370
- 2015 PB370
- 2015 PC370
- 2015 PD370
- 2015 PE370
- 2015 PF370
- 2015 PG370
- 2015 PH370
- 2015 PJ370
- 2015 PK370
- 2015 PL370
- 2015 PM370
- 2015 PN370
- 2015 PO370
- 2015 PP370
- 2015 PQ370
- 2015 PR370
- 2015 PS370
- 2015 PT370
- 2015 PU370
- 2015 PV370
- 2015 PW370
- 2015 PX370
- 2015 PY370
- 2015 PZ370
- 2015 PA371
- 2015 PB371
- 2015 PC371
- 2015 PD371
- 2015 PE371
- 2015 PF371
- 2015 PG371
- 2015 PH371
- 2015 PJ371
- 2015 PK371
- 2015 PL371
- 2015 PM371
- 2015 PN371
- 2015 PO371
- 2015 PP371
- 2015 PQ371
- 2015 PR371
- 2015 PS371
- 2015 PT371
- 2015 PU371
- 2015 PV371
- 2015 PW371
- 2015 PX371
- 2015 PY371
- 2015 PZ371
- 2015 PA372
- 2015 PB372
- 2015 PC372
- 2015 PD372
- 2015 PE372
- 2015 PF372
- 2015 PG372
- 2015 PH372
- 2015 PJ372
- 2015 PK372
- 2015 PL372
- 2015 PM372
- 2015 PN372
- 2015 PO372
- 2015 PP372
- 2015 PQ372
- 2015 PR372
- 2015 PS372
- 2015 PT372
- 2015 PU372
- 2015 PV372
- 2015 PW372
- 2015 PX372
- 2015 PY372
- 2015 PZ372
- 2015 PA373
- 2015 PB373
- 2015 PC373
- 2015 PE373
- 2015 PF373
- 2015 PG373
- 2015 PH373
- 2015 PJ373
- 2015 PK373
- 2015 PL373
- 2015 PM373
- 2015 PN373
- 2015 PO373
- 2015 PP373
- 2015 PQ373
- 2015 PR373
- 2015 PS373
- 2015 PT373
- 2015 PU373
- 2015 PV373
- 2015 PW373
- 2015 PX373

### Du 16 au 31 août 2015
- 2015 QA
- 2015 QB
- 2015 QD
- 2015 QE
- 2015 QG
- 2015 QH
- 2015 QJ
- 2015 QK
- 2015 QP
- 2015 QS
- 2015 QX
- 2015 QB1
- 2015 QE1
- 2015 QF1
- 2015 QP1
- 2015 QV1
- 2015 QA2
- 2015 QC2
- 2015 QH2
- 2015 QM2
- 2015 QN2
- 2015 QV2
- 2015 QY2
- 2015 QD3
- 2015 QH3
- 2015 QJ3
- 2015 QK3
- 2015 QM3
- 2015 QN3
- 2015 QO3
- 2015 QP3
- 2015 QQ3
- 2015 QR3
- 2015 QT3
- 2015 QX3
- 2015 QD4
- 2015 QJ4
- 2015 QK4
- 2015 QM4
- 2015 QN4
- 2015 QO4
- 2015 QT4
- 2015 QZ4
- 2015 QB5
- 2015 QC5
- 2015 QE5
- 2015 QG5
- 2015 QH5
- 2015 QK5
- 2015 QR5
- 2015 QS5
- 2015 QW5
- 2015 QA6
- 2015 QB6
- 2015 QF6
- 2015 QM6
- 2015 QP6
- 2015 QQ6
- 2015 QV6
- 2015 QX6
- 2015 QG7
- 2015 QH7
- 2015 QW7
- 2015 QY7
- 2015 QA8
- 2015 QC8
- 2015 QN8
- 2015 QS8
- 2015 QT8
- 2015 QU8
- 2015 QV8
- 2015 QW8
- 2015 QX8
- 2015 QY8
- 2015 QZ8
- 2015 QA9
- 2015 QB9
- 2015 QC9
- 2015 QD9
- 2015 QF9
- 2015 QG9
- 2015 QH9
- 2015 QJ9
- 2015 QK9
- 2015 QN9
- 2015 QQ9
- 2015 QS9
- 2015 QT9
- 2015 QW9
- 2015 QC10
- 2015 QD10
- 2015 QE10
- 2015 QH10
- 2015 QJ10
- 2015 QC11
- 2015 QH11
- 2015 QO11
- 2015 QT11
- 2015 QV11
- 2015 QZ11
- 2015 QA12
- 2015 QB12
- 2015 QD12
- 2015 QE12
- 2015 QF12
- 2015 QG12
- 2015 QH12
- 2015 QJ12
- 2015 QK12
- 2015 QL12
- 2015 QM12
- 2015 QN12
- 2015 QO12
- 2015 QR12
- 2015 QB13
- 2015 QC13
- 2015 QK13
- 2015 QL13
- 2015 QO13
- 2015 QL14
- 2015 QT14
- 2015 QU14
- 2015 QF15
- 2015 QS15
- 2015 QU15
- 2015 QZ15
- 2015 QA16
- 2015 QC16
- 2015 QD16
- 2015 QX16
- 2015 QZ16
- 2015 QB17
- 2015 QE17
- 2015 QJ17
- 2015 QN17
- 2015 QT17
- 2015 QV17
- 2015 QY17
- 2015 QD18
- 2015 QN19
- 2015 QO19
- 2015 QR19
- 2015 QT19
- 2015 QU19
- 2015 QV19
- 2015 QX19
- 2015 QY19
- 2015 QZ19
- 2015 QA20
- 2015 QB20
- 2015 QC20
- 2015 QD20
- 2015 QE20
- 2015 QF20
- 2015 QG20
- 2015 QH20
- 2015 QJ20
- 2015 QK20
- 2015 QL20
- 2015 QM20
- 2015 QO20
- 2015 QP20
- 2015 QT20
- 2015 QU20
- 2015 QW20
- 2015 QX20
- 2015 QZ20
- 2015 QA21
- 2015 QB21
- 2015 QC21
- 2015 QD21
- 2015 QE21
- 2015 QF21
- 2015 QG21
- 2015 QH21
- 2015 QJ21
- 2015 QL21
- 2015 QM21
- 2015 QN21
- 2015 QO21
- 2015 QP21
- 2015 QQ21
- 2015 QR21
- 2015 QS21
- 2015 QT21
- 2015 QU21
- 2015 QV21
- 2015 QW21
- 2015 QX21
- 2015 QY21
- 2015 QZ21
- 2015 QA22
- 2015 QB22
- 2015 QD22
- 2015 QE22
- 2015 QF22
- 2015 QH22
- 2015 QJ22
- 2015 QK22
- 2015 QL22
- 2015 QM22
- 2015 QN22
- 2015 QO22
- 2015 QQ22
- 2015 QT22
- 2015 QV22
- 2015 QW22
- 2015 QX22
- 2015 QY22
- 2015 QZ22
- 2015 QA23
- 2015 QB23
- 2015 QC23
- 2015 QD23
- 2015 QE23
- 2015 QG23
- 2015 QH23
- 2015 QJ23
- 2015 QK23
- 2015 QL23
- 2015 QM23
- 2015 QN23
- 2015 QO23
- 2015 QP23
- 2015 QQ23
- 2015 QR23
- 2015 QS23
- 2015 QT23
- 2015 QU23
- 2015 QV23
- 2015 QW23
- 2015 QX23
- 2015 QY23
- 2015 QD24
- 2015 QE24
- 2015 QG24
- 2015 QH24
- 2015 QJ24
- 2015 QK24
- 2015 QL24
- 2015 QM24
- 2015 QN24
- 2015 QO24
- 2015 QQ24
- 2015 QS24
- 2015 QV24
- 2015 QX24
- 2015 QY24
- 2015 QZ24
- 2015 QB25
- 2015 QC25
- 2015 QD25
- 2015 QE25
- 2015 QG25
- 2015 QH25
- 2015 QN25
- 2015 QO25
- 2015 QR25
- 2015 QT25
- 2015 QV25
- 2015 QA26
- 2015 QB26
- 2015 QG26
- 2015 QK26
- 2015 QL26
- 2015 QN26
- 2015 QO26
- 2015 QP26
- 2015 QQ26
- 2015 QR26
- 2015 QS26
- 2015 QT26
- 2015 QU26
- 2015 QV26
- 2015 QW26
- 2015 QX26
- 2015 QY26
- 2015 QA27
- 2015 QB27
- 2015 QC27
- 2015 QD27
- 2015 QE27
- 2015 QF27
- 2015 QK27
- 2015 QM27
- 2015 QN27
- 2015 QO27
- 2015 QP27
- 2015 QQ27
- 2015 QR27
- 2015 QV27
- 2015 QX27
- 2015 QY27
- 2015 QZ27
- 2015 QA28
- 2015 QB28
- 2015 QC28
- 2015 QD28
- 2015 QF28
- 2015 QH28
- 2015 QJ28
- 2015 QL28
- 2015 QN28
- 2015 QO28
- 2015 QP28
- 2015 QQ28
- 2015 QR28
- 2015 QS28
- 2015 QT28
- 2015 QU28
- 2015 QW28
- 2015 QX28
- 2015 QA29
- 2015 QB29
- 2015 QC29
- 2015 QD29
- 2015 QE29
- 2015 QF29
- 2015 QG29
- 2015 QH29
- 2015 QK29
- 2015 QL29
- 2015 QN29
- 2015 QO29
- 2015 QP29
- 2015 QR29
- 2015 QS29
- 2015 QT29
- 2015 QV29
- 2015 QW29
- 2015 QX29
- 2015 QZ29
- 2015 QA30
- 2015 QB30
- 2015 QC30
- 2015 QD30
- 2015 QE30
- 2015 QF30
- 2015 QG30
- 2015 QH30
- 2015 QJ30
- 2015 QK30
- 2015 QM30
- 2015 QN30
- 2015 QO30
- 2015 QP30
- 2015 QQ30
- 2015 QR30
- 2015 QT30
- 2015 QU30
- 2015 QV30
- 2015 QX30
- 2015 QY30
- 2015 QZ30
- 2015 QA31
- 2015 QB31
- 2015 QC31
- 2015 QD31
- 2015 QE31
- 2015 QF31
- 2015 QG31
- 2015 QH31
- 2015 QK31
- 2015 QL31
- 2015 QM31
- 2015 QN31
- 2015 QO31
- 2015 QP31
- 2015 QQ31
- 2015 QT31
- 2015 QU31
- 2015 QV31
- 2015 QW31
- 2015 QX31
- 2015 QY31
- 2015 QZ31
- 2015 QA32
- 2015 QC32
- 2015 QD32
- 2015 QE32
- 2015 QG32
- 2015 QJ32
- 2015 QK32
- 2015 QL32
- 2015 QM32
- 2015 QN32
- 2015 QP32
- 2015 QQ32
- 2015 QR32
- 2015 QS32
- 2015 QT32
- 2015 QU32
- 2015 QV32
- 2015 QW32
- 2015 QX32
- 2015 QY32
- 2015 QZ32
- 2015 QB33
- 2015 QD33
- 2015 QE33
- 2015 QG33
- 2015 QJ33
- 2015 QK33
- 2015 QL33
- 2015 QM33
- 2015 QN33
- 2015 QO33
- 2015 QP33
- 2015 QT33
- 2015 QU33
- 2015 QV33
- 2015 QW33
- 2015 QX33
- 2015 QY33
- 2015 QZ33
- 2015 QA34
- 2015 QB34
- 2015 QC34
- 2015 QD34
- 2015 QE34
- 2015 QG34
- 2015 QJ34
- 2015 QK34
- 2015 QL34
- 2015 QM34
- 2015 QN34
- 2015 QO34
- 2015 QP34
- 2015 QQ34
- 2015 QS34
- 2015 QT34
- 2015 QU34
- 2015 QV34
- 2015 QW34
- 2015 QX34
- 2015 QY34
- 2015 QZ34
- 2015 QA35
- 2015 QC35
- 2015 QD35
- 2015 QF35
- 2015 QH35
- 2015 QJ35
- 2015 QK35
- 2015 QL35
- 2015 QM35
- 2015 QN35
- 2015 QO35
- 2015 QP35
- 2015 QQ35
- 2015 QR35
- 2015 QS35
- 2015 QU35
- 2015 QV35
- 2015 QW35
- 2015 QX35
- 2015 QZ35
- 2015 QA36
- 2015 QB36
- 2015 QC36
- 2015 QD36
- 2015 QE36
- 2015 QF36
- 2015 QG36
- 2015 QH36
- 2015 QK36
- 2015 QL36
- 2015 QN36
- 2015 QO36
- 2015 QP36
- 2015 QR36
- 2015 QT36
- 2015 QU36
- 2015 QV36
- 2015 QW36
- 2015 QY36
- 2015 QZ36
- 2015 QA37
- 2015 QB37
- 2015 QC37
- 2015 QD37
- 2015 QE37
- 2015 QF37
- 2015 QH37
- 2015 QJ37
- 2015 QK37
- 2015 QL37
- 2015 QM37
- 2015 QN37
- 2015 QO37
- 2015 QP37
- 2015 QQ37
- 2015 QR37
- 2015 QU37
- 2015 QV37
- 2015 QW37
- 2015 QX37
- 2015 QZ37
- 2015 QA38
- 2015 QB38
- 2015 QC38
- 2015 QD38
- 2015 QG38
- 2015 QH38
- 2015 QJ38
- 2015 QK38
- 2015 QL38
- 2015 QM38
- 2015 QN38
- 2015 QO38
- 2015 QP38
- 2015 QQ38
- 2015 QS38
- 2015 QT38
- 2015 QU38
- 2015 QV38
- 2015 QW38
- 2015 QX38
- 2015 QY38
- 2015 QZ38
- 2015 QA39
- 2015 QB39
- 2015 QC39
- 2015 QD39
- 2015 QE39
- 2015 QG39
- 2015 QH39
- 2015 QJ39
- 2015 QK39
- 2015 QL39
- 2015 QM39
- 2015 QN39
- 2015 QO39
- 2015 QP39
- 2015 QQ39
- 2015 QR39
- 2015 QS39
- 2015 QT39
- 2015 QU39
- 2015 QV39
- 2015 QW39
- 2015 QX39
- 2015 QY39
- 2015 QA40
- 2015 QB40
- 2015 QC40
- 2015 QD40
- 2015 QE40
- 2015 QF40
- 2015 QG40
- 2015 QH40
- 2015 QJ40
- 2015 QK40
- 2015 QL40
- 2015 QM40
- 2015 QN40
- 2015 QO40
- 2015 QP40
- 2015 QQ40
- 2015 QR40
- 2015 QS40
- 2015 QT40
- 2015 QU40
- 2015 QV40
- 2015 QW40
- 2015 QX40
- 2015 QY40
- 2015 QZ40
- 2015 QA41
- 2015 QB41
- 2015 QC41
- 2015 QD41
- 2015 QE41
- 2015 QG41
- 2015 QH41
- 2015 QJ41
- 2015 QK41
- 2015 QL41
- 2015 QN41
- 2015 QO41
- 2015 QP41
- 2015 QQ41
- 2015 QR41
- 2015 QS41
- 2015 QT41
- 2015 QU41
- 2015 QV41
- 2015 QW41
- 2015 QX41
- 2015 QZ41
- 2015 QA42
- 2015 QC42
- 2015 QD42
- 2015 QE42
- 2015 QF42
- 2015 QG42
- 2015 QH42
- 2015 QJ42
- 2015 QK42
- 2015 QL42
- 2015 QM42
- 2015 QO42
- 2015 QP42
- 2015 QQ42
- 2015 QR42
- 2015 QS42
- 2015 QT42
- 2015 QU42
- 2015 QV42
- 2015 QW42
- 2015 QX42
- 2015 QY42
- 2015 QZ42
- 2015 QA43
- 2015 QB43
- 2015 QC43
- 2015 QE43
- 2015 QF43
- 2015 QG43
- 2015 QH43
- 2015 QK43
- 2015 QL43
- 2015 QM43
- 2015 QN43
- 2015 QO43
- 2015 QP43
- 2015 QS43
- 2015 QT43
- 2015 QV43
- 2015 QX43
- 2015 QY43
- 2015 QZ43
- 2015 QA44
- 2015 QB44
- 2015 QD44
- 2015 QE44
- 2015 QF44
- 2015 QH44
- 2015 QJ44
- 2015 QK44
- 2015 QL44
- 2015 QM44
- 2015 QN44
- 2015 QO44
- 2015 QP44
- 2015 QQ44
- 2015 QR44
- 2015 QS44
- 2015 QT44
- 2015 QU44
- 2015 QV44
- 2015 QW44
- 2015 QX44
- 2015 QY44
- 2015 QZ44
- 2015 QA45
- 2015 QB45
- 2015 QC45
- 2015 QD45
- 2015 QE45
- 2015 QF45
- 2015 QG45
- 2015 QH45
- 2015 QJ45
- 2015 QK45
- 2015 QL45
- 2015 QM45
- 2015 QN45
- 2015 QO45
- 2015 QP45
- 2015 QQ45
- 2015 QR45
- 2015 QS45
- 2015 QT45
- 2015 QU45
- 2015 QV45
- 2015 QW45
- 2015 QX45
- 2015 QY45
- 2015 QZ45
- 2015 QA46
- 2015 QB46
- 2015 QC46
- 2015 QD46
- 2015 QE46
- 2015 QF46
- 2015 QG46
- 2015 QH46
- 2015 QJ46
- 2015 QK46
- 2015 QL46
- 2015 QM46
- 2015 QN46
- 2015 QO46
- 2015 QP46
- 2015 QQ46
- 2015 QR46
- 2015 QS46
- 2015 QT46
- 2015 QU46
- 2015 QV46
- 2015 QW46
- 2015 QX46
- 2015 QY46
- 2015 QA47
- 2015 QB47
- 2015 QC47
- 2015 QD47
- 2015 QE47
- 2015 QF47
- 2015 QG47